# 우드워드-호프만 규칙

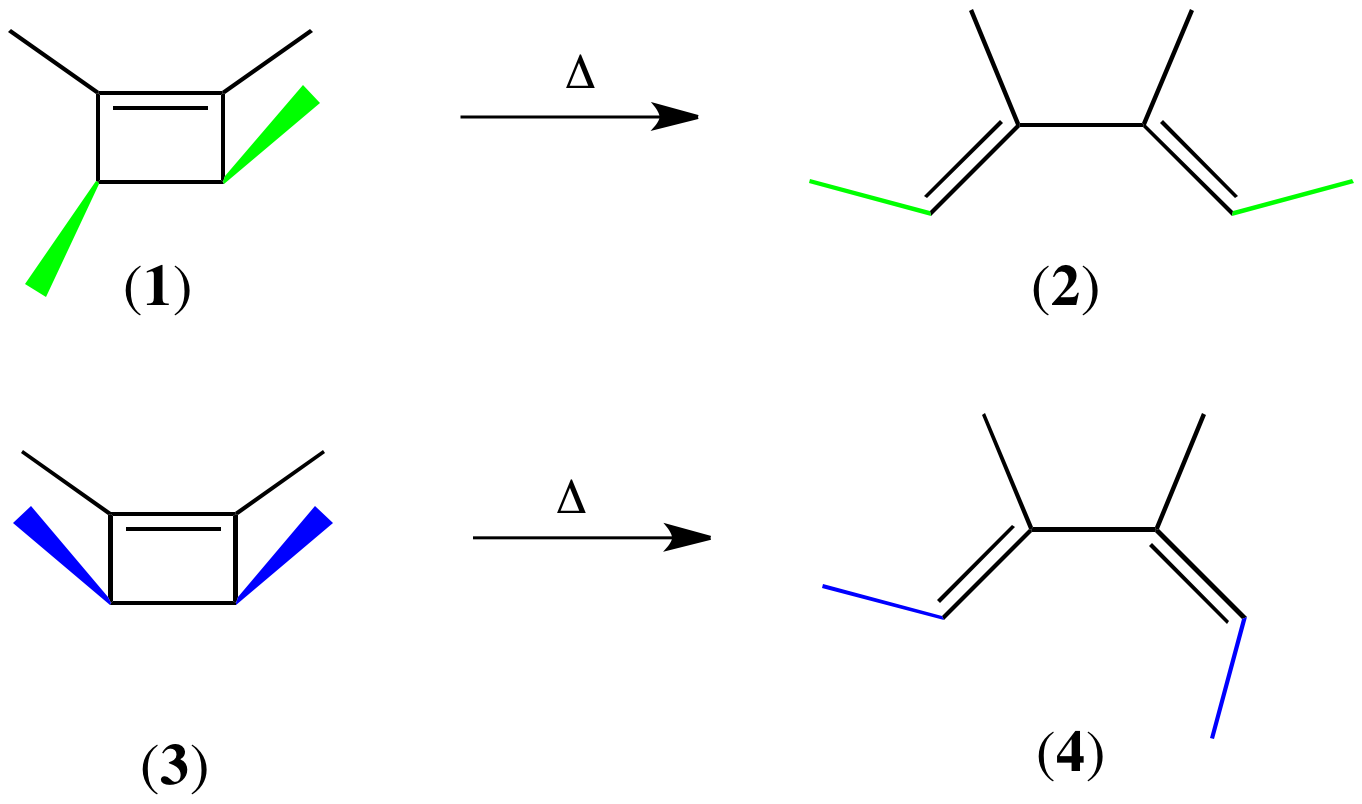
1의 열분해는 (E,E) 기하 이성질체 2로, 3은 (E,Z) 이성질체 4로 전환된다.

우드워드-호프만 규칙(Woodward–Hoffmann rules) 또는 고리형 협동반응 선택 규칙(ericyclic selection rules)은 로버트 번스 우드워드와 로알드 호프만이 유기화학에서 중요한 반응인 고리형협동반응의 특정 측면 입체화학 및 활성화 에너지를 합리화하거나 예측하기 위해 고안한 일련의 규칙이다. 이 규칙은 모든 분자 해밀토니안이 보존하는 분자의 궤도 구조의 특정 대칭에서 비롯된다. 결과적으로 대칭을 위반하는 모든 반응은 환경과 광범위하게 결합해야 한다. 이는 발생 시 에너지 장벽을 부과하며 이러한 반응을 대칭 금지라고 한다. 그 반대는 대칭 허용이다.
대칭으로 인한 장벽이 종종 엄청나게 클지라도 (금지된 [2+2] 고리형 첨가 반응의 경우 최대 약 5 eV 또는 480 kJ/mol), 금지가 절대적인 것은 아니며 다른 요인 (예: 변형 해제)이 반응을 선호하는 경우 대칭 금지 반응이 여전히 일어날 수 있다. 마찬가지로 대칭 허용 반응은 궤도 대칭과 관련 없는 요인으로 인한 극복할 수 없는 에너지 장벽으로 인해 중단될 수 있다. 알려진 모든 경우는 규칙을 피상적으로만 위반한다. 대신 메커니즘의 다른 부분은 비동기적이 되며 각 단계는 규칙을 따른다.

## 배경 및 용어
고리형 협동반응은 단일 협동 및 순환 전이 상태를 통해 진행되는 유기 반응으로, 그 기하학적 구조는 (π 및 σ) 궤도의 순환적 중첩을 지속적으로 허용한다.
동일방향 회전 및 반대방향 회전이라는 용어는 고리형 전자고리 열림 및 닫힘 반응에 관련된 결합 회전의 상대적 방향을 설명한다. 반대방향 회전 과정에서 끊어지거나 형성되는 결합의 두 끝은 반대 방향 (하나 시계 방향, 다른 하나 반시계 방향)으로 회전한다. 동일방향 회전 과정에서는 같은 방향 (둘 다 시계 방향 또는 둘 다 반시계 방향)으로 회전한다.
결국 열적으로 촉진된 고리형 협동반응은 일반적으로 전자 수와 궤도 상호작용의 위상에 따라 단일 집합의 일반화된 선택 규칙을 따른다는 사실이 인식되었다. 주요 개념인 궤도 위상 또는 면성은 단일 개념적 틀 아래 여러 종류의 고리형 협동반응을 통합하기 위해 도입되었다. 요컨대 고리형 협동반응에서 하나의 단위로 반응하는 일련의 인접한 원자 및 관련 궤도를 구성 요소라고 하며 각 구성 요소는 반응 중에 상호작용하는 궤도 엽이 절 평면의 반대 또는 같은 면에 있는지 여부에 따라 안타라 페이셜 또는 슈프라 페이셜이라고 한다. (고리형 전자고리 열림 및 닫힘에만 적용되는 오래된 용어인 동일방향 회전 및 반대방향 회전은 이 더 일반적인 분류 시스템에서 각각 안타라 페이셜 및 슈프라 페이셜 용어에 포함된다.)

## 역사
우드워드와 호프만은 광범위한 궤도 중첩 계산을 수행한 후 고리형 협동반응 선택 규칙을 개발했다. 당시 우드워드는 특정 전자고리 반응이 비타민 B12 합성에 도움이 될 수 있는지 알고 싶어했다. 화학자들은 이러한 반응이 놀라운 입체특이성을 보인다는 것을 알고 있었지만, 반응이 어떤 입체 이성질체를 선택할지 예측할 수 없었다. 1965년 우드워드-호프만은 간단한 규칙 집합이 공액계 폴리엔의 열린 사슬 끝에서 가열하거나 조사했을 때 관찰된 입체특이성을 설명한다는 것을 깨달았다. 원래 출판물에서 실험적 증거와 분자 궤도 분석을 다음과 같이 요약했다.
- 4n π 전자를 포함하는 열린 사슬 시스템에서 최고점유 분자 궤도의 궤도 대칭은 끝 사이의 결합 상호작용이 시스템의 반대 면에 있는 궤도 봉투 사이의 중첩을 포함해야 하며 이는 동일방향 회전 과정에서만 달성할 수 있다.
- (4n + 2) π 전자를 포함하는 열린 시스템에서 바닥 상태 분자 내의 말단 결합 상호작용은 시스템의 같은 면에 있는 궤도 봉투의 중첩을 필요로 하며 이는 반대방향 회전 변위로만 얻을 수 있다.
- 광화학 반응에서 반응물의 HOMO에 있는 전자는 들뜬 상태로 승격되어 말단 대칭 관계와 입체특이성의 반전을 초래한다.

1969년 그들은 상관도를 사용하여 현재 그들의 이름과 관련된 일반화된 고리형 협동반응 선택 규칙을 명시했다. 즉 슈프라 페이셜 4q + 2 구성 요소의 수와 안타라 페이셜 4r 구성 요소의 합이 홀수이면 고리형 협동반응이 허용된다.
중간 4년 동안 하워드 짐머만과 마이클 J. S. 듀어는 동일하게 일반적인 개념적 틀을 제안했다. 뫼비우스-휘켈 개념, 또는 방향족 전이 상태 이론이다. 드워-짐머만 접근 방식에서 궤도 중첩 위상 (휘켈 또는 뫼비우스) 및 전자 수 (4n + 2 또는 4n)는 방향족 또는 반방향족 전이 상태를 초래한다.
한편 후쿠이 겐이치는 이러한 시스템의 경계 궤도를 분석했다. HOMO-LUMO 상호작용이 건설적인 (순 결합 상호작용을 초래하는) 과정은 유리하고 대칭 허용으로 간주되며, HOMO-LUMO 상호작용이 비건설적인 (결합 및 반결합 상호작용이 상쇄되는) 과정은 불리하고 대칭 금지로 간주된다.
개념적으로는 다르지만 방향족 전이 상태 이론 (짐머만 및 드워), 경계 분자 궤도 이론 (후쿠이) 및 궤도 대칭 보존 (우드워드 및 호프만)은 모두 동일한 예측을 한다. 우드워드-호프만 규칙은 분자궤도함수 이론의 힘을 예시하며, 실제로 궤도 분석에서 유용한 화학적 결과가 나올 수 있음을 보여주는 데 도움이 되었다. 이 발견으로 호프만과 후쿠이는 1981년 노벨 화학상을 수상했다. 그 당시 우드워드는 사망하여 상을 받을 자격이 없었다.

## 예시
사이클로뷰텐과 부타디엔 유도체의 열적 조건 (가열) 및 광화학 조건 (자외선 조사) 하에서의 상호 변환이 예시적이다.
우드워드-호프만 규칙은 고리형 협동반응의 어느 방향에도 적용된다. 사이클로뷰텐 유도체의 내재된 고리 무리 때문에 사이클로뷰텐과 1,3-부타디엔 사이의 화학 평형은 오른쪽으로 치우쳐 있다. 따라서 열적 조건 하에서 사이클로뷰텐이 1,3-부타디엔으로 고리 열림은 열역학적으로 강하게 선호된다. 다른 한편으로 자외선 조사 하에서는 특정 파장에서 정반응 및 역반응의 흡광도와 양자 수율에 모두 의존하는 조성인 광정상 상태에 도달한다. 1,3-부타디엔과 사이클로뷰텐의 공액 정도가 다르기 때문에 다른 발색단이 없는 것으로 가정하면 1,3-부타디엔만 더 높은 파장에서 상당한 흡광도를 가질 것이다. 따라서 이러한 파장에서 1,3-부타디엔을 조사하면 사이클로뷰텐으로의 높은 전환율을 얻을 수 있다.
trans-1,2,3,4-테트라메틸-1-사이클로뷰텐 (1)의 열분해는 하나의 기하 이성질체, (E,E)-3,4-디메틸-2,4-헥사디엔 (2)만 생성했다. 생성물 혼합물에서 (Z,Z) 및 (E,Z) 기하 이성질체는 검출되지 않았다. 마찬가지로 cis-1,2,3,4-테트라메틸-1-사이클로뷰텐 (3)의 열분해는 (E,Z) 이성질체 4만 생성했다. 두 고리 열림 반응 모두에서 끊어지는 σ 결합 끝의 탄소는 같은 방향으로 회전한다. 다른 한편으로 광화학 활성화 하에서는 반대 입체화학 경로가 따랐다. 관련 화합물 (E,E)-2,4-헥사디엔 (5)이 빛에 노출되었을 때 전자고리 고리 닫힘의 결과로 cis-3,4-디메틸-1-사이클로뷰텐 (6)만 독점적으로 형성되었다. 이는 새로운 σ 결합을 형성하기 위해 π 시스템의 끝이 반대 방향으로 회전해야 한다. 6의 열분해는 3과 동일한 입체화학 경로를 따른다. 즉, 전자고리 고리 열림은 (E,Z)-2,4-헥사디엔 (7)의 형성을 유도하며 5는 형성되지 않는다.
우드워드-호프만 규칙은 궤도 중첩을 통해 이러한 결과를 설명한다.
광화학적으로 유도된 부타-1,3-디엔의 전자고리 고리 닫힘의 경우 전자적 여기로 인해 {\displaystyle \Psi _{3}}가 HOMO가 되고 반응 메커니즘은 반대방향 회전이어야 한다.
반대로 아래 그림에 나타난 치환된 헥사-1,3,5-트리엔의 전자고리 고리 닫힘에서 반응은 반대방향 회전 메커니즘을 통해 진행된다.

## 규칙
우드워드-호프만 규칙은 단일 문장으로 간결하게 표현할 수 있다.

일반화된 고리형 협동반응 선택 규칙. N 전자쌍과 A 안타라 페이셜 구성 요소를 포함하는 바닥 상태 고리형 협동반응은 N + A가 홀수인 경우에만 대칭 허용된다.

 

바닥 상태 고리형 협동반응은 열 에너지 추가 (예: 시스템 가열, Δ로 상징됨)에 의해 발생한다. 대조적으로 들뜬 상태 고리형 협동반응은 자외선 (예: 시스템 조사, hν로 상징됨)으로 활성화하여 반응물이 전자적으로 들뜬 상태로 승격되는 경우 발생한다. 그러나 광화학적 조사 하에서 일어나는 형식적으로 고리형 협동반응의 작동 메커니즘이 이 이분법이 제안하는 것처럼 간단하거나 명확하지는 않다는 점을 인식하는 것이 중요하다. 여러 가지 전자적 여기 모드가 가능하며 전자적으로 들뜬 분자는 들뜬 상태 고리형 협동반응이 발생하기 전에 항간 시스템 전환, 비방사성 감쇠 또는 불리한 평형 기하학으로 이완될 수 있다. 따라서 조사 하에서 일어나는 많은 명백한 고리형 협동반응은 실제로 디라디칼 중간체를 포함하는 단계별 과정으로 생각된다. 그럼에도 불구하고 열적 활성화에서 광화학적 활성화로 전환할 때 고리형 협동반응 선택 규칙이 역전되는 것이 자주 관찰된다. 이는 반응물과 생성물의 첫 번째 전자 들뜬 상태의 상관 관계를 고려하여 합리화할 수 있다. 규칙이라기보다는 유용한 휴리스틱이지만 광화학적 고리형 협동반응에 대한 해당 일반화된 선택 원리는 다음과 같다.
N 전자쌍과 A 안타라 페이셜 구성 요소를 포함하는 고리형 협동반응은 N + A가 짝수인 경우 광화학적 조건 하에서 종종 선호된다.
홀수 전자를 포함하는 고리형 협동반응도 알려져 있다. 일반화된 고리형 협동반응 선택 규칙 적용에 관해서는 이러한 시스템은 일반적으로 하나 더 많은 전자가 관련된 것처럼 취급될 수 있다.
방향족 전이 상태 이론의 언어로 우드워드-호프만 규칙은 다음과 같이 다시 표현할 수 있다. 휘켈 위상과 4n + 2 전자를 포함하는 고리형 협동반응 전이 상태 또는 뫼비우스 위상과 4n 전자를 포함하는 고리형 협동반응 전이 상태는 방향족이고 허용되는 반면, 휘켈 위상과 4n 전자를 포함하는 고리형 협동반응 전이 상태 또는 뫼비우스 위상과 4n + 2 전자를 포함하는 고리형 협동반응 전이 상태는 반방향족이고 금지된다.

## 상관도
론깃-히긴스와 E. W. 아브라함슨은 우드워드-호프만 규칙이 주어진 반응의 상관도를 조사함으로써 가장 잘 도출될 수 있음을 보여주었다. 대칭 요소는 대칭 조작에 대해 대상이 대칭인 기준점 (보통 평면 또는 선)이다. 대칭 요소가 반응 메커니즘 (반응물, 전이 상태, 생성물) 전체에 존재하면 이를 보존된 대칭 요소라고 한다. 그런 다음 반응 전체에 걸쳐 이 요소에 대한 분자 궤도의 대칭이 보존되어야 한다. 즉, 출발 물질에서 대칭 요소에 대해 대칭적인 분자 궤도는 생성물에서 그 요소에 대해 대칭적인 궤도와 상관되어야 (변환되어야) 한다. 반대로, 보존된 대칭 요소에 대한 비대칭에 대해서도 동일한 진술이 성립한다. 분자 궤도 상관도는 대칭 보존에 기반하여 출발 물질과 생성물의 분자 궤도를 상관시킨다. 분자 궤도 상관도로부터 반응물의 전자 상태 (즉, 바닥 상태, 들뜬 상태)를 생성물의 전자 상태와 상관시키는 전자 상태 상관도를 구성할 수 있다. 그런 다음 상관도를 사용하여 전이 상태 장벽의 높이를 예측할 수 있다.
궤도 "대칭"은 궤도 및 상태 상관도를 스케치하는 도구로 사용되지만, 대칭 요소의 절대적 존재 또는 부재는 반응이 허용되는지 금지되는지 여부를 결정하는 데 중요하지 않다. 즉, 공식적으로 대칭 평면 또는 축을 방해하는 간단한 치환기 (예: 메틸 그룹)를 도입하는 것은 일반적으로 반응이 허용되는지 금지되는지 여부의 평가에 영향을 미치지 않는다. 대신 치환되지 않은 아날로그에 존재하는 대칭을 사용하여 궤도 상관도 구성을 단순화하고 계산 수행의 필요성을 피한다. 반응이 "대칭" 허용인지 금지인지 여부를 판단할 때 궤도 간의 위상 관계만 중요하다. 또한 보존된 대칭 요소가 없는 경우에도 궤도 상관 관계를 만들 수 있다 (예: 1,5-σ 트로픽 전이 및 에네 반응). 이러한 이유로 우드워드-호프만, 후쿠이, 드워-짐머만 분석은 그 적용 범위가 모두 광범위하지만, 분석하려는 반응에 따라 특정 접근 방식이 다른 접근 방식보다 적용하기 더 쉽거나 직관적일 수 있다.

### 전자고리 반응

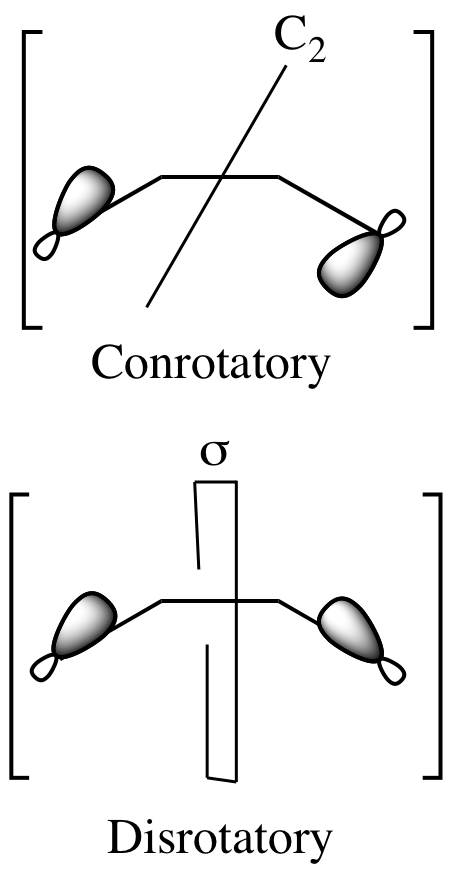
동일방향 회전 닫힘의 전이 상태는 C_{2} 대칭을 갖는 반면, 반대방향 회전 열림의 전이 상태는 거울 대칭을 갖는다.

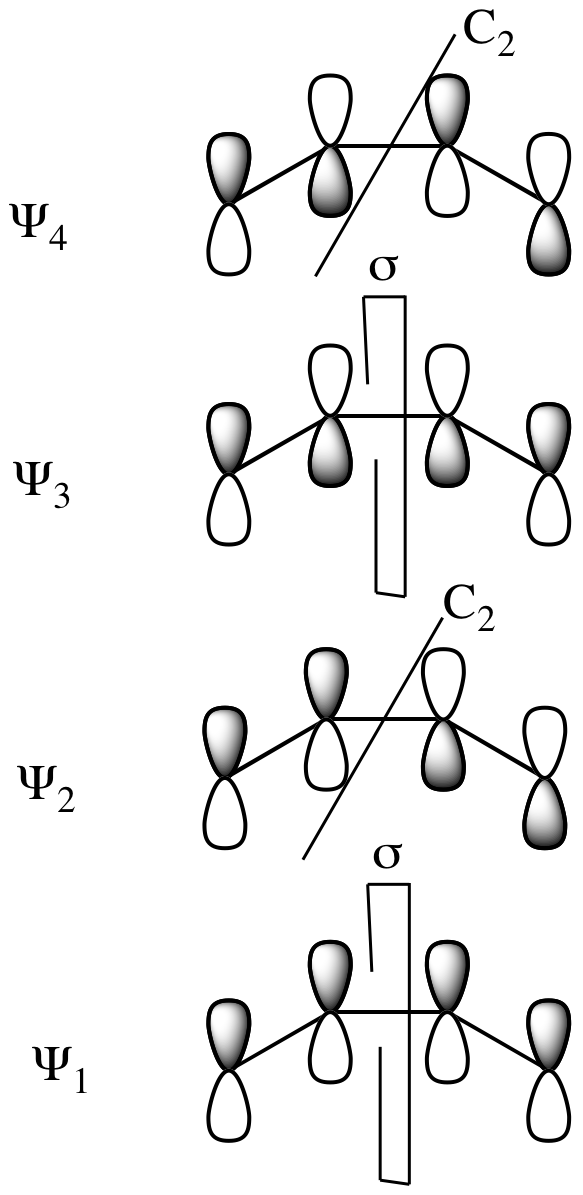
부타디엔 MO는 대칭 요소와 함께 표시된다. 다른 요소에 대해서는 비대칭이다.

치환된 1,3-부타디엔의 전자고리 고리 닫힘을 고려하면 반응은 동일방향 회전 또는 반대방향 회전 반응 메커니즘 중 하나를 통해 진행될 수 있다. 왼쪽 그림과 같이 동일방향 회전 전이 상태에는 C2 대칭 축이 있고 반대방향 회전 전이 상태에는 σ 거울 평면 대칭이 있다. 출발 물질과 생성물의 궤도를 상관시키려면 분자 궤도가 이러한 대칭 요소에 대해 대칭인지 비대칭인지 결정해야 한다. 부타디엔의 π 시스템 분자 궤도는 오른쪽 그림에 대칭적인 대칭 요소와 함께 표시되어 있다. 다른 요소에 대해서는 비대칭이다. 예를 들어 1,3-부타디엔의 Ψ2는 C2 축에 대해 180도 회전에 대해 대칭이며, 거울 평면 반사에 대해 비대칭이다.
Ψ1 및 Ψ3는 대칭 변환 하에서 p-궤도 엽의 부호가 보존되므로 거울 평면에 대해 대칭이다. 마찬가지로 Ψ1 및 Ψ3는 회전이 p-궤도 엽의 부호를 균일하게 반전시키므로 C2 축에 대해 비대칭이다. 반대로 Ψ2 및 Ψ4는 C2 축에 대해 대칭이며 σ 거울 평면에 대해 비대칭이다.
사이클로뷰텐의 분자 궤도에 대해서도 동일한 분석을 수행할 수 있다. 각 MO에 대한 두 대칭 조작의 결과는 왼쪽 그림에 표시되어 있다. σ 및 σ* 궤도는 σ에 수직인 C2를 포함하는 평면에 완전히 놓여 있으므로 두 대칭 요소에 대해 균일하게 대칭 및 비대칭이다. 반면 π는 반사에 대해 대칭이고 회전에 대해 비대칭이며, π*는 반사에 대해 비대칭이고 회전에 대해 대칭이다.
상관선은 보존된 대칭 요소에 대해 동일한 대칭을 갖는 출발 물질과 생성물의 분자 궤도를 연결하기 위해 그려진다. 1,3-부타디엔의 동일방향 회전 4전자 전자고리 고리 닫힘의 경우 가장 낮은 분자 궤도 Ψ1는 C2 축에 대해 비대칭 (A)이다. 따라서 이 분자 궤도는 C2 축에 대해 (A)인 가장 낮은 에너지 궤도인 사이클로뷰텐의 π 궤도와 상관된다. 마찬가지로 C2 축에 대해 대칭 (S)인 Ψ2는 사이클로뷰텐의 σ와 상관된다. 최종 두 상관 관계는 비대칭 (A) 분자 궤도 Ψ3 및 σ*와 대칭 (S) 분자 궤도 Ψ4 및 π* 사이이다.
마찬가지로 반대방향 회전 메커니즘에 대한 상관도가 존재한다. 이 메커니즘에서 전체 메커니즘에 걸쳐 지속되는 대칭 요소는 σ 거울 반사 평면이다. 여기서 1,3-부타디엔의 가장 낮은 에너지 MO Ψ1은 반사 평면에 대해 대칭이며, 따라서 사이클로뷰텐의 대칭 σ MO와 상관된다. 마찬가지로 더 높은 에너지 쌍의 대칭 분자 궤도 Ψ3와 π가 상관된다. 비대칭 분자 궤도의 경우 더 낮은 에너지 쌍 Ψ2와 π*가 상관쌍을 형성하며 Ψ4와 σ*도 마찬가지이다.
두 메커니즘을 평가하면 동일방향 회전 메커니즘이 더 낮은 장벽을 가질 것으로 예측된다. 이는 반응물의 바닥 상태 궤도 (Ψ1 및 Ψ2)에서 생성물의 바닥 상태 궤도 (σ 및 π)로 전자를 변환하기 때문이다. 반대로 반대방향 회전 메커니즘은 Ψ1 궤도를 σ 궤도로, Ψ2 궤도를 π* 궤도로 변환하도록 강제한다. 따라서 바닥 상태 Ψ2 궤도의 두 전자는 들뜬 반결합 궤도로 이동하여 사이클로뷰텐의 이중 들뜬 전자 상태를 생성한다. 이는 반응에 대한 훨씬 더 높은 전이 상태 장벽으로 이어진다.

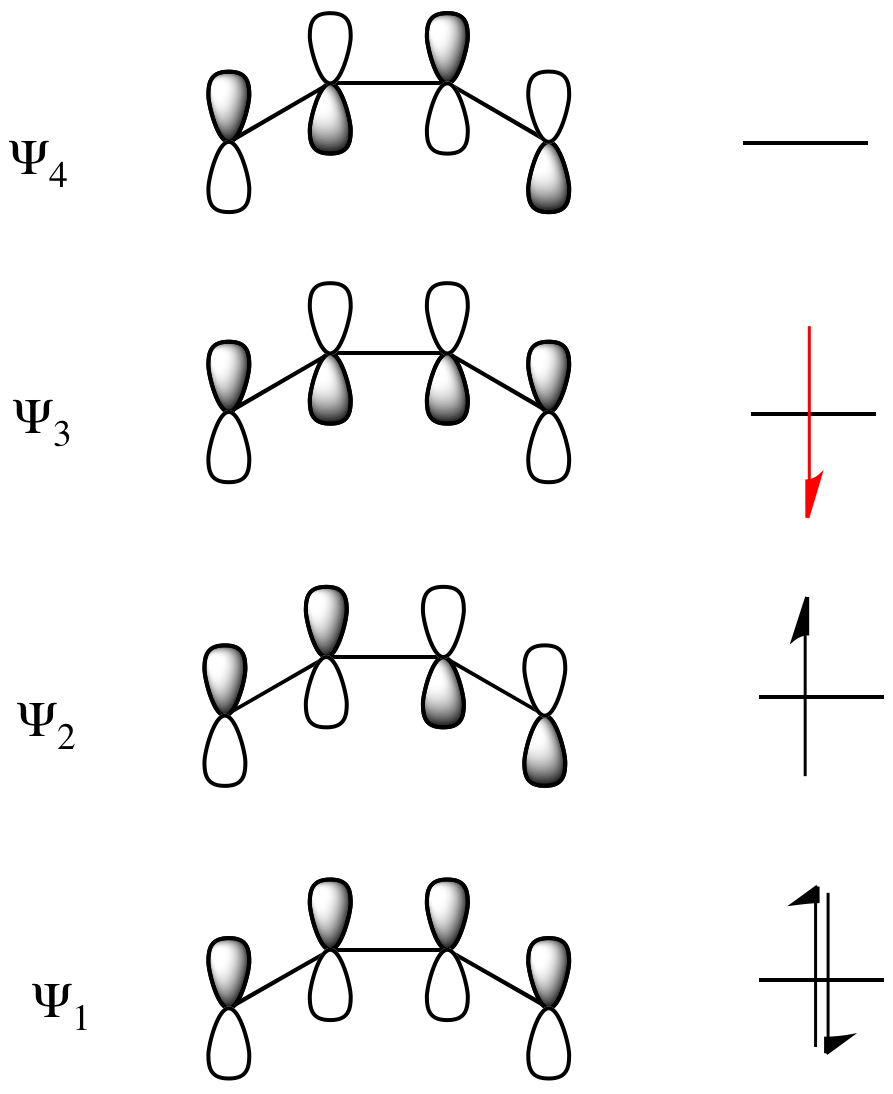
부타디엔의 첫 번째 들뜬 상태 (ES-1).

그러나 반응이 분리된 분자 궤도 사이에서가 아니라 전자 상태 사이에서 발생하므로 최종 분석에는 상태 상관도가 포함된다. 상태 상관도는 출발 물질과 생성물의 전자 상태의 전체 대칭을 상관시킨다. 위에서 보여진 1,3-부타디엔의 바닥 상태는 Ψ1에 2전자, Ψ2에 2전자가 있으므로 Ψ12Ψ22으로 표현된다. 상태의 전체 대칭은 이중 점유 궤도의 다중성에 대한 각 채워진 궤도의 대칭 곱이다. 따라서 Ψ1은 C2 축에 대해 비대칭이고 Ψ2는 대칭이므로 전체 상태는 A2S2으로 표현된다. 이 특정 곱이 수학적으로 전체 S인 이유를 보려면 S를 (+1), A를 (-1)로 표현할 수 있다. 이는 대칭 변환에 대해 대칭인 (즉, 변경되지 않은) 경우 p-궤도 엽의 부호가 (+1)로 곱해지고 대칭 변환에 대해 비대칭인 (즉, 반전된) 경우 (-1)로 곱해진다는 사실에서 파생된다. 따라서 A2S2=(-1)2(+1)2=+1=S이다. 첫 번째 들뜬 상태 (ES-1)는 HOMO에서 LUMO로 전자 하나가 승격되어 형성되므로 Ψ12Ψ2Ψ3로 표현된다. Ψ1은 A이고 Ψ2는 S이며 Ψ3는 A이므로 이 상태의 대칭은 A2SA=A이다.이제 생성물 사이클로뷰텐의 전자 상태를 고려하면 바닥 상태는 σ2π2으로 주어지며, 이는 대칭 S2A2=S를 갖는다. 첫 번째 들뜬 상태 (ES-1')는 다시 HOMO에서 LUMO로 전자가 승격되어 형성되므로 이 경우 σ2ππ*으로 표현된다. 이 상태의 대칭은 S2AS=A이다.
위의 MO 상관도에서 보듯이 1,3-부타디엔의 바닥 상태 Ψ12Ψ22은 사이클로뷰텐의 바닥 상태 σ2π2과 상관된다. Ψ1은 π와, Ψ2는 σ와 상관된다. 따라서 Ψ12Ψ22을 구성하는 궤도는 동일방향 회전 메커니즘 하에서 σ2π2을 구성하는 궤도로 변환되어야 한다. 그러나 상태 ES-1은 상태 ES-1'과 상관되지 않는다. 분자 궤도가 분자 궤도 상관도에서 보이는 대칭 요구 사항 하에서 서로 변환되지 않기 때문이다. 대신 Ψ1이 π와, Ψ2가 σ와, Ψ3가 σ*와 상관되므로 상태 Ψ12Ψ2Ψ3은 π2σσ*으로 변환을 시도하는데, 이는 다른 들뜬 상태이다. 따라서 ES-1은 ES-1'보다 에너지가 더 높은 ES-2'=σπ2σ*와 상관을 시도한다. 마찬가지로 ES-1'=σ2ππ*은 ES-2=Ψ1Ψ22Ψ4와 상관을 시도한다. 이러한 상관은 피할 수 없는 교차 규칙으로 알려진 양자 역학적 규칙 때문에 실제로 발생할 수 없다. 이는 동일한 대칭의 에너지 구성이 에너지 수준 상관도에서 교차할 수 없다고 말한다. 요컨대 이는 에너지에서 충분히 가까워졌을 때 동일한 대칭 상태의 혼합으로 인해 발생한다. 따라서 대신 ES-1을 ES-1'으로 강제 변환할 때 높은 에너지 장벽이 형성된다. 아래 다이어그램에서 대칭적으로 선호되는 상관 관계는 파선으로 표시되어 있으며 굵은 곡선은 높은 에너지 장벽이 있는 실제 상관 관계를 나타낸다.
동일한 분석을 반대방향 회전 메커니즘에 적용하여 다음과 같은 상태 상관도를 만들 수 있다.
따라서 분자가 바닥 상태에 있다면 전자 장벽을 피하기 위해 동일방향 회전 메커니즘 (즉, 열 제어 하에서)을 통해 진행될 것이다. 그러나 분자가 첫 번째 들뜬 상태에 있다면 (즉, 광화학 제어 하에서), 동일방향 회전 메커니즘에 전자 장벽이 존재하며 반응은 반대방향 회전 메커니즘을 통해 진행될 것이다. 동일방향 회전 및 반대방향 회전 메커니즘 모두 동일한 퍼텐셜 표면에 놓여 있으므로 이는 완전히 구별되지 않는다. 따라서 보다 정확한 진술은 바닥 상태 분자가 퍼텐셜 에너지 표면을 탐색할 때 동일방향 회전 메커니즘을 겪기 위한 활성화 장벽에 도달할 가능성이 더 높다는 것이다.

### 고리형 첨가 반응
우드워드-호프만 규칙은 상관도를 통해 2분자 고리형 첨가 반응도 설명할 수 있다. [πp + πq] 고리형 첨가는 두 개의 구성 요소, 하나는 p π 전자, 다른 하나는 q π 전자를 가진 구성 요소를 함께 가져온다. 고리형 첨가 반응은 각 π 구성 요소에 대해 슈프라 페이셜 (s) 또는 안타라 페이셜 (a)로 더 특성화된다. (WH 표기법의 일반화된 설명은 아래 "일반 공식" 참조)

#### [2+2] 고리형 첨가 반응
일반적인 알켄의 경우 [2+2] 고리형 첨가는 광화학적 활성화 하에서만 관찰된다.
열적 [2+2] 고리형 첨가가 관찰되지 않는 이유는 [2+2] 고리형 첨가에 대한 네 가지 가능한 입체화학적 결과 분석에서 시작한다: [π2s + π2s], [π2a + π2s], [π2s + π2a], [π2a + π2a]. 기하학적으로 가장 그럴듯한 [π2s + π2s] 모드는 열적 조건 하에서 금지되는 반면, [π2a + π2s], [π2s + π2a] 접근 방식은 대칭 관점에서는 허용되지만 불리한 변형 및 입체 프로파일 때문에 드물다.
[π2s + π2s] 고리형 첨가를 고려한다. 이 메커니즘은 오른쪽 그림과 같이 생성물에서 입체화학의 유지를 초래한다. 출발 물질, 전이 상태, 생성물에 두 가지 대칭 요소 σ1 및 σ2가 존재한다. σ1은 π 궤도에 수직인 구성 요소 사이의 거울 평면이다. σ2는 σ 결합에 수직으로 분자를 반으로 나눈다. 이는 구성 요소가 동일하지 않은 경우 지역 대칭 요소이다.

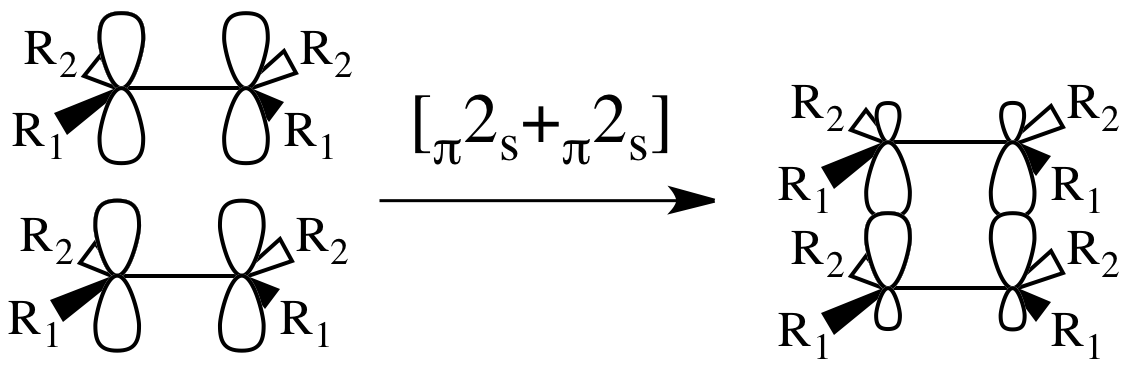
[2_{s} + 2_{s}] 고리형 첨가는 생성물에서 입체화학을 유지한다.

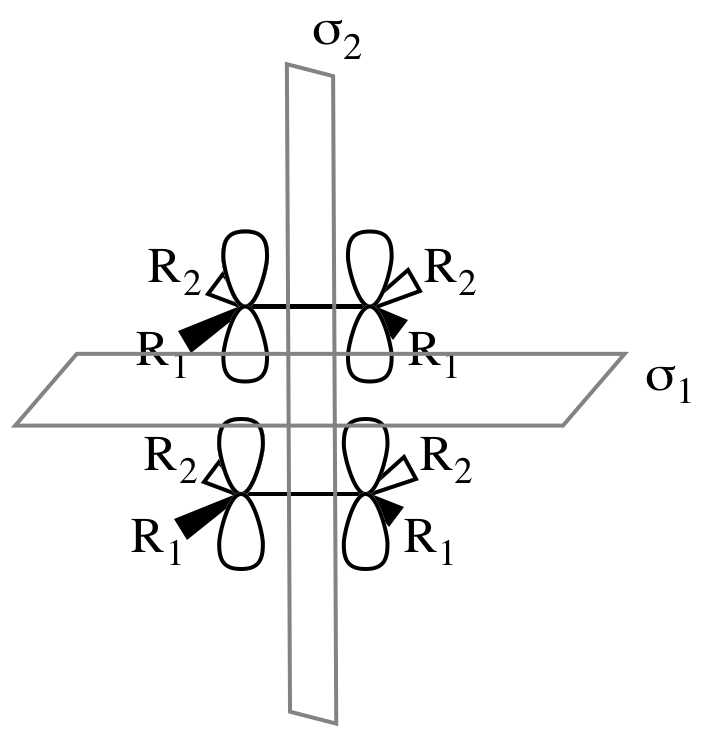
[2+2] 고리형 첨가의 대칭 요소.

σ1 및 σ2에 대한 대칭 및 비대칭을 결정하려면 출발 물질 분자 궤도를 동시에 고려해야 한다. 오른쪽 그림은 [π2s + π2s] 고리형 첨가에 대한 분자 궤도 상관도를 보여준다. 출발 물질의 두 π 및 π* 분자 궤도는 σ1에 대해, 그 다음 σ2에 대한 대칭에 의해 특성화된다. 마찬가지로 생성물의 σ 및 σ* 분자 궤도는 대칭에 의해 특성화된다. 상관도에서 반응 과정에 걸친 분자 궤도 변환은 분자 궤도의 대칭을 보존해야 한다. 따라서 πSS는 σSS와, πAS는 σ*AS와, π*SA는 σSA와 상관되며, 마지막으로 π*AA는 σ*AA와 상관된다. 궤도 대칭 보존으로 인해 결합 궤도 πAS는 반결합 궤도 σ*AS와 상관되도록 강제된다. 따라서 높은 장벽이 예측된다.
이는 아래 상태 상관도에서 더 정확하게 설명된다. 출발 물질의 바닥 상태는 πSS와 πAS가 모두 이중 점유된 전자 상태이다. 즉, 상태 (SS)2(AS)2이다. 따라서 이 상태는 사이클로뷰탄의 두 번째 들뜬 상태 ES-2'=(SS)2(AS)2와 상관하려고 시도한다.
마찬가지로 위 분자 궤도 다이어그램에서 볼 수 있듯이 생성물 사이클로뷰탄의 바닥 상태는 σSS와 σSA가 모두 이중 점유된 전자 상태이다. 즉, 상태 (SS)2(SA)2이다. 이것은 πSS와 π*SA가 모두 이중 점유된 상태, 즉 두 번째 들뜬 상태 ES-2=(SS)2(SA)2와 상관하려고 시도한다.
마지막으로 출발 물질의 첫 번째 들뜬 상태는 πSS가 이중 점유되고 πAS와 π*SA가 모두 단일 점유된 전자 배치이다. 즉, 상태 (SS)2(AS)(SA)이다. 생성물의 첫 번째 들뜬 상태도 σSS가 이중 점유되고 σSA와 σ*AS가 모두 단일 점유된 상태 (SS)2(SA)(AS)이다. 따라서 이 두 들뜬 상태는 상관된다.

#### [4+2] 고리형 첨가 반응
[4+2] 고리형 첨가는 딜스-알더 반응으로 예시된다. 가장 간단한 경우는 1,3-부타디엔과 에틸렌이 반응하여 시클로헥센을 형성하는 것이다.
이 변환에서 보존되는 대칭 요소는 왼쪽 그림과 같이 반응물 중앙을 통과하는 거울 평면 하나이다. 반응물의 분자 궤도는 위에 표시된 1,3-부타디엔의 분자 궤도 집합 {Ψ1, Ψ2, Ψ3, Ψ4}과 에틸렌의 π 및 π*이다. Ψ1은 거울 평면에 대해 대칭이고 Ψ2는 비대칭이며 Ψ3는 대칭이고 Ψ4는 비대칭이다. 마찬가지로 π는 거울 평면에 대해 대칭이고 π*는 비대칭이다.
생성물의 분자 궤도는 아래 그림과 같이 새로 형성된 두 개의 σ 및 σ* 결합과 π 및 π* 결합의 대칭 및 비대칭 조합이다.
오른쪽 그림과 같이 출발 물질과 생성물에서 동일한 대칭과 증가하는 에너지를 갖는 궤도 쌍을 상관시키면 상관도가 얻어진다. 이것은 출발 물질의 바닥 상태 결합 분자 궤도를 대칭 보존 방식으로 생성물의 바닥 상태 결합 궤도로 변환하므로 위의 바닥 상태 [2+2] 반응에서 볼 수 있는 큰 에너지 장벽이 없을 것으로 예측된다.
분석을 정확하게 하려면 일반적인 [4+2] 고리형 첨가에 대한 상태 상관도를 구성할 수 있다. 이전과 마찬가지로 바닥 상태는 오른쪽 분자 궤도 상관도에 표시된 전자 상태이다. 이것은 Ψ12π2Ψ22으로 설명될 수 있으며, 전체 대칭은 S2S2A2=S이다. 이것은 시클로헥센의 바닥 상태 σSσAπ2와 상관되며, 이것 역시 S2S2A2=S이다. 따라서 이 바닥 상태 반응은 높은 대칭으로 인한 장벽이 없을 것으로 예측된다.
위에서와 같이 들뜬 상태 상관 관계도 구성할 수 있다. 여기서 아래에 표시된 피할 수 없는 교차 때문에 슈프라 페이셜-슈프라 페이셜 결합 위상 하에서 광 유도 딜스-알더 반응에 대한 높은 에너지 장벽이 있다.

### 그룹 전이 반응

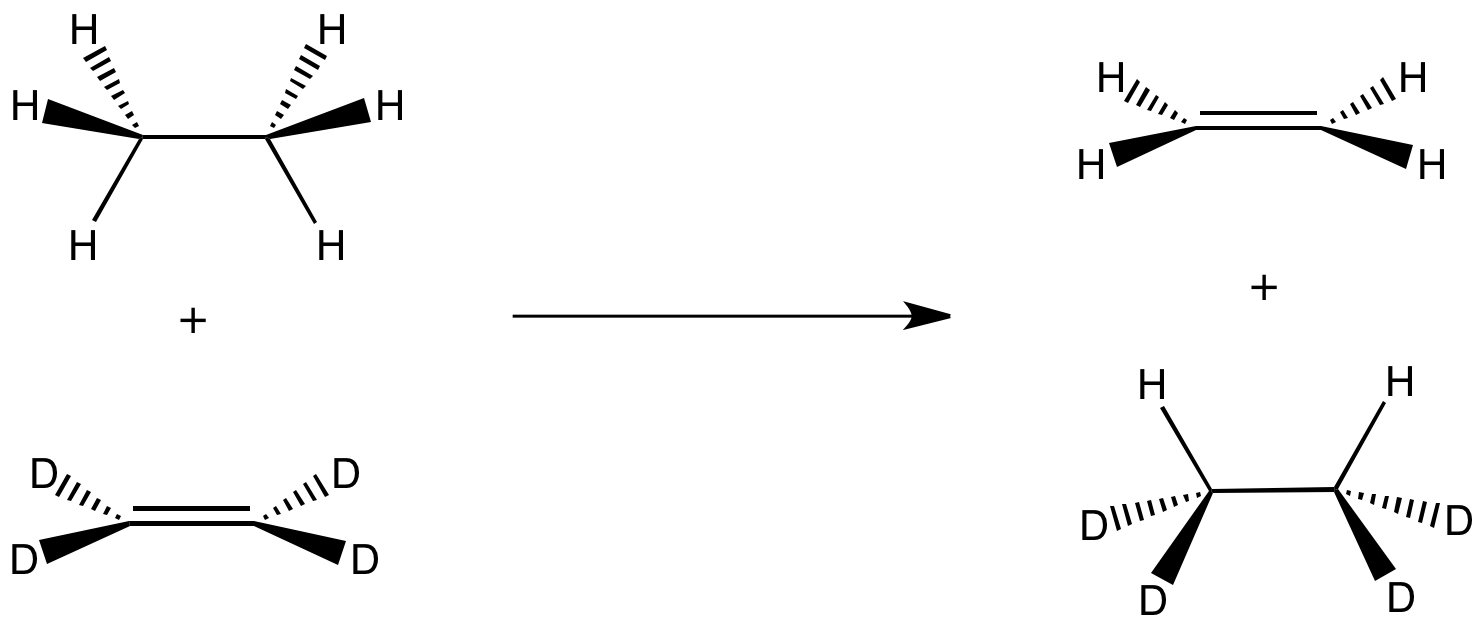
에탄에서 중수소 치환 에틸렌으로의 두 수소 원자 전이.

그룹 전이 반응의 대칭에 의해 부과된 장벽 높이도 상관도를 사용하여 분석할 수 있다. 모델 반응은 오른쪽 그림과 같이 에탄에서 중수소 치환 에틸렌으로 두 수소 원자가 전이되는 것이다.
이 반응에서 보존되는 유일한 대칭 요소는 왼쪽 그림과 같이 분자 중앙을 통과하는 거울 평면이다.

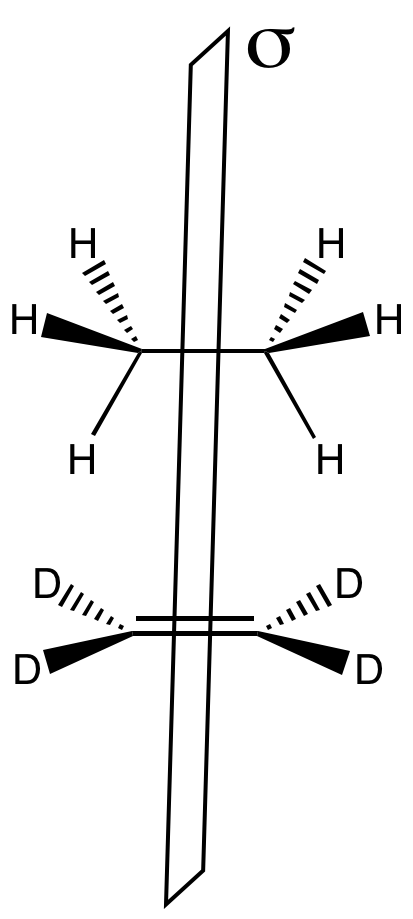
전이 반응에서 보존된 거울 평면.

시스템의 분자 궤도는 에탄의 σ 및 σ* C-H 결합과 중수소 치환 에텐의 π 및 π* 결합의 대칭 및 비대칭 조합으로 구성된다. 따라서 가장 낮은 에너지 MO는 두 C-H σ 결합의 대칭 합 (σS)이며, 그 다음은 비대칭 합 (σA)이다. 가장 높은 에너지 MO 두 개는 σCH 반결합의 선형 조합으로 형성된다. 가장 높은 것은 비대칭 σ*A이며, 약간 더 낮은 에너지에는 대칭 σ*A가 있다. 에너지 스케일 중간에는 에텐의 πCC 및 π*CC인 나머지 두 MO가 있다.
완전한 분자 궤도 상관도는 위에서 설명한 대로 증가하는 총 에너지의 대칭 및 비대칭 MO 쌍을 일치시켜 구성된다. 인접한 그림에서 볼 수 있듯이 반응물의 결합 궤도가 생성물의 결합 궤도와 정확히 상관되므로 이 반응은 위에 있는 바닥 상태 [2+2] 반응에 존재하는 높은 전자 대칭으로 인한 장벽이 없을 것으로 예측된다.

## 선택 규칙
상관도를 사용하여 다음 일반화된 고리형 협동반응 클래스에 대한 선택 규칙을 도출할 수 있다. 이러한 특정 클래스는 일반화된 우드워드-호프만 규칙에서 더 일반화된다. 더 포괄적인 결합 위상 설명자 안타라 페이셜 및 슈프라 페이셜은 각각 동일방향 회전 및 반대방향 회전 용어를 포함한다. 안타라 페이셜은 π 시스템, p 궤도 또는 σ 결합의 반대 면을 통해 결합 형성 또는 끊김을 의미하며, 슈프라 페이셜은 같은 면을 통해 발생하는 과정을 의미한다. 카이랄 중심에서의 슈프라 페이셜 변환은 입체화학을 보존하는 반면, 안타라 페이셜 변환은 입체화학을 반전시킨다.

### 전자고리 반응
전자고리 반응의 선택 규칙은 우드워드-호프만 규칙의 원래 진술에 주어져 있다. 4n π 전자의 폴리엔에서 일반화된 전자고리 고리 닫힘이 발생하면 열적 조건에서는 동일방향 회전이고 광화학적 조건에서는 반대방향 회전이다. 반대로 4n + 2 π 전자의 폴리엔에서는 전자고리 고리 닫힘이 열적 조건에서는 반대방향 회전이고 광화학적 조건에서는 동일방향 회전이다.
이 결과는 폴리엔 HOMO의 p 궤도 엽 부호에 기반한 FMO 분석 또는 상관도를 통해 도출될 수 있다. 첫 번째 가능성을 먼저 살펴보면, 바닥 상태에서 폴리엔이 4n 전자를 가지고 있다면 전자고리화된 생성물에서 σ 결합을 형성하는 HOMO의 외부 p 궤도는 반대 부호이다. 따라서 건설적인 중첩은 동일방향 회전 또는 안타라 페이셜 과정을 통해서만 생성된다. 반대로 4n + 2 전자를 가진 폴리엔의 경우 바닥 상태 HOMO의 외부 p 궤도는 같은 부호이다. 따라서 건설적인 궤도 중첩은 반대방향 회전 또는 슈프라 페이셜 과정을 통해 발생한다.

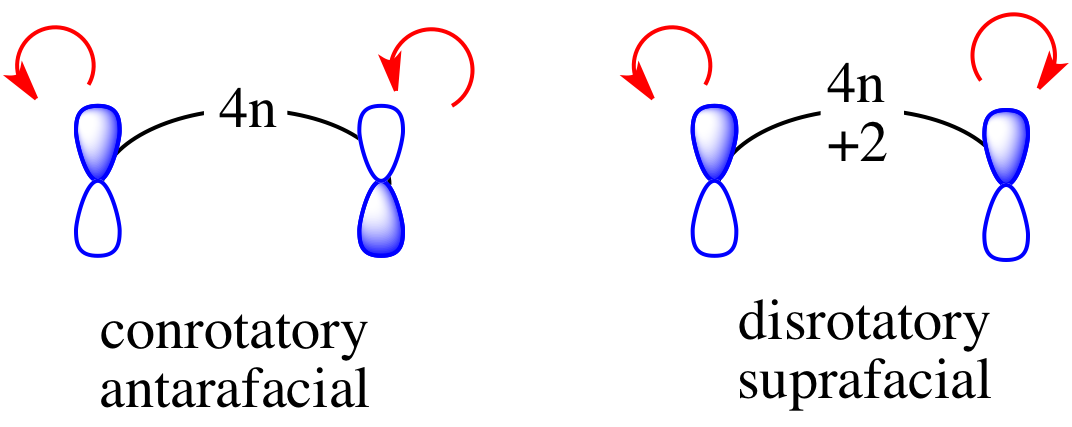
4n 전자 전자고리 반응은 동일방향 회전이라면 건설적인 HOMO 궤도 중첩을 달성하는 반면, 4n+2 전자 전자고리 반응은 반대방향 회전이라면 건설적인 중첩을 달성한다.

또한 모든 4n 전자고리 반응에 대한 상관도는 1,3-부타디엔의 4전자 고리화 반응의 상관도와 유사하며, 모든 4n + 2 전자 전자고리 반응의 상관도는 1,3,5-헥사트리엔의 6전자 고리화 반응의 상관도와 유사하다.
다음 표에 요약되어 있다.
|        | 열적으로 허용됨 | 광화학적으로 허용됨 |
| ------ | --------------- | ------------------- |
| 4n     | 동일방향 회전   | 반대방향 회전       |
| 4n + 2 | 반대방향 회전   | 동일방향 회전       |

### 시그마트로피 자리옮김 반응
일반 시그마트로피 자리옮김은 [i,j] 차수로 분류할 수 있으며, 이는 원래 원자 1과 1' 사이에 있던 σ 결합이 하나 이상의 π 시스템에 인접하여 원자 i와 j 사이로 이동함을 의미한다. 따라서 원래 위치에서 (i − 1), (j − 1) 원자만큼 이동한다.
일반적으로 전이 상태에만 대칭 요소가 존재하므로 상관도를 통한 형식적인 대칭 분석은 시그마트로피 재배열 연구에 유용하지 않다. 특별한 경우 ([3,3] 재배열)를 제외하고 반응 좌표를 가로질러 보존되는 대칭 요소는 없다. 그럼에도 불구하고 출발 물질과 생성물 간의 궤도 상관 관계는 여전히 분석할 수 있으며, 높은 에너지 생성물 궤도와 출발 물질 궤도의 상관 관계는 평소와 같이 "대칭 금지" 과정을 초래할 것이다. 그러나 FMO 기반 접근 방식 (또는 드워-짐머만 분석)이 적용하기 더 간단하다.

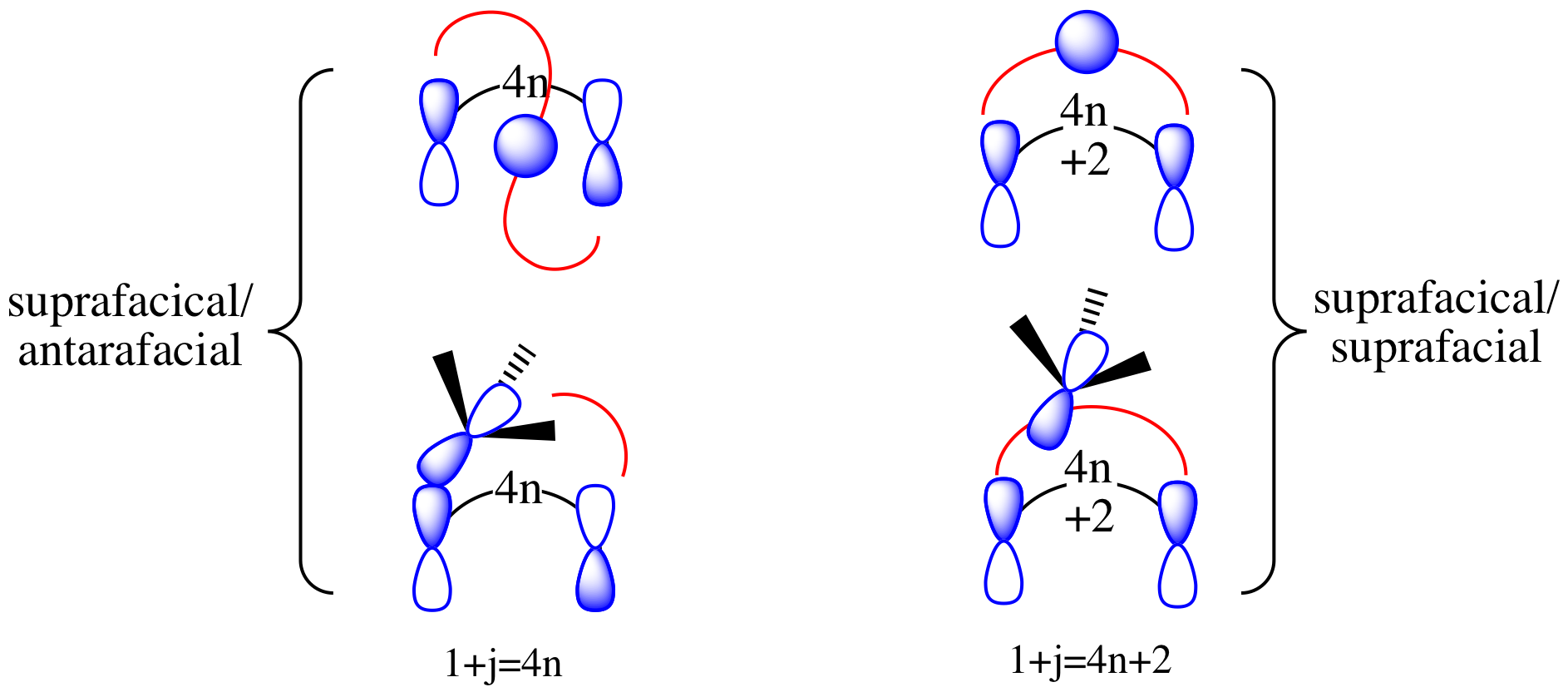
[1,j]-σ 트로피 전이에서 1+j = 4n이면 슈프라/안타라가 열적으로 허용되고, 1+j = 4n+2이면 슈프라/슈프라 또는 안타라/안타라가 열적으로 허용된다.

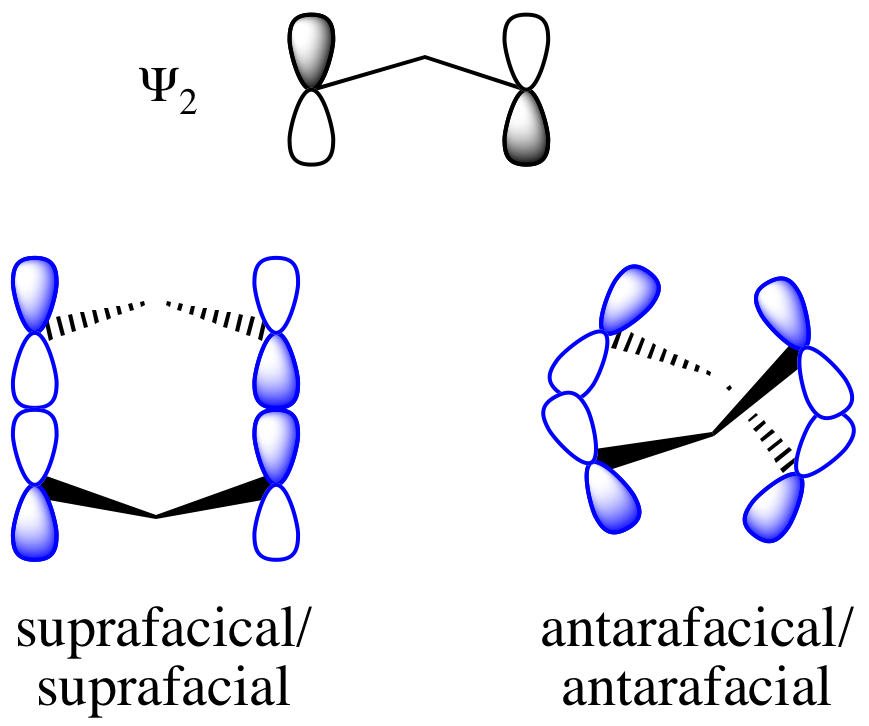
[3,3]-σ 트로피 바닥 상태 반응은 슈프라/슈프라 또는 안타라/안타라 위상을 통해 허용된다.

시그마트로피 이동의 가장 널리 퍼진 클래스 중 하나는 j가 홀수인 [1,j]로 분류된다. 이는 σ 결합의 한 말단이 π 시스템을 가로질러 (j − 1) 결합만큼 이동하는 반면 다른 말단은 이동하지 않는다는 것을 의미한다. 이는 j + 1 전자를 포함하는 반응이다. 반응에는 (j − 1)/2 π 결합과 σ 결합이 관여하기 때문이다. FMO 분석을 사용하면 [1,j]-σ 트로피 재배열은 전이 상태에서 이동 그룹과 HOMO의 수용 p 궤도 사이에 건설적인 중첩이 있을 때 허용된다. [1,j]-σ 트로피 재배열에서 j + 1 = 4n이면 슈프라/안타라가 열적으로 허용되고, j + 1 = 4n + 2이면 슈프라/슈프라 또는 안타라/안타라가 열적으로 허용된다.
다른 널리 퍼진 시그마트로피 재배열 클래스는 [3,3]이며, 특히 코프 자리옮김 및 클라이젠 자리옮김이다. 여기서 건설적인 상호 작용은 전이 상태에서 두 알릴 라디칼 조각의 HOMO 사이에서 발생해야 한다. 아래에 알릴 조각의 바닥 상태 HOMO Ψ2가 표시되어 있다. 말단 p 궤도가 반대 부호이므로 이 반응은 슈프라/슈프라 위상 또는 안타라/안타라 위상으로 일어날 수 있다.
[i,j]-시그마트로피 자리옮김의 선택 규칙은 다음과 같다.
- 슈프라/슈프라 또는 안타라/안타라 [i,j]-시그마트로피 이동의 경우 i + j = 4n + 2이면 열적으로 허용되고 i + j = 4n이면 광화학적으로 허용된다.
- 슈프라/안타라 [i,j]-시그마트로피 이동의 경우 i + j = 4n이면 열적으로 허용되고 i + j = 4n + 2이면 광화학적으로 허용된다.

다음 표에 요약되어 있다.
| i + j  | 열적으로 허용됨      | 광화학적으로 허용됨  |
| ------ | -------------------- | -------------------- |
| 4n     | is + ja 또는 ia + js | is + js 또는 ia + ja |
| 4n + 2 | is + js 또는 ia + ja | is + ja 또는 ia + js |

### 고리형 첨가 반응
일반 [p+q]-고리형 첨가는 p π 전자를 가진 한 구성 요소와 q π 전자를 가진 한 구성 요소 사이의 협동적 첨가 반응이다. 이 반응은 다음 조건 하에서 대칭 허용된다.
- 슈프라/슈프라 또는 안타라/안타라 고리형 첨가의 경우 p + q = 4n + 2이면 열적으로 허용되고 p + q = 4n이면 광화학적으로 허용된다.
- 슈프라/안타라 고리형 첨가의 경우 p + q = 4n이면 열적으로 허용되고 p + q = 4n + 2이면 광화학적으로 허용된다.

다음 표에 요약되어 있다.
| p + q  | 열적으로 허용됨      | 광화학적으로 허용됨  |
| ------ | -------------------- | -------------------- |
| 4n     | ps + qa 또는 pa + qs | ps + qs 또는 pa + qa |
| 4n + 2 | ps + qs 또는 pa + qa | ps + qa 또는 pa + qs |

### 그룹 전이 반응
동기화된 일반 이중 그룹 전이 반응은 그림과 같이 p π 전자를 가진 구성 요소와 q π 전자를 가진 구성 요소 사이의 상호 작용으로 나타낼 수 있다.

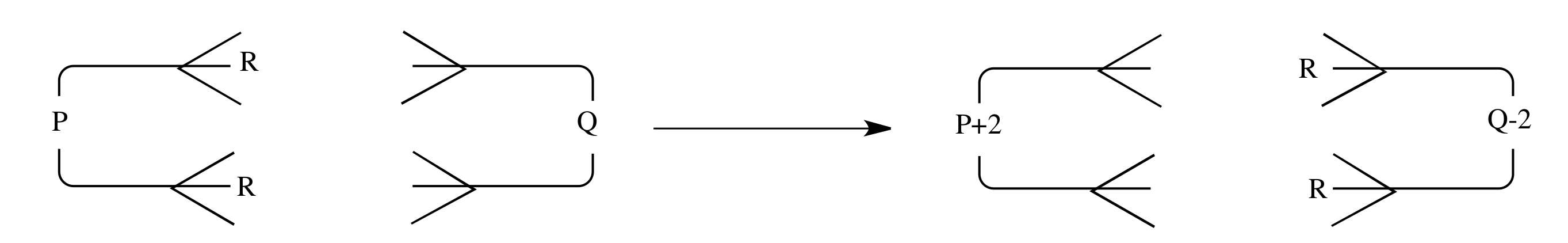
p π 전자를 가진 구성 요소와 q π 전자를 가진 구성 요소 사이의 일반화된 동기식 이중 그룹 전이 반응.

그러면 선택 규칙은 일반화된 고리형 첨가 반응과 동일하다. 즉
- 슈프라/슈프라 또는 안타라/안타라 이중 그룹 전이의 경우 p + q = 4n + 2이면 열적으로 허용되고 p + q = 4n이면 광화학적으로 허용된다.
- 슈프라/안타라 이중 그룹 전이의 경우 p + q = 4n이면 열적으로 허용되고 p + q = 4n + 2이면 광화학적으로 허용된다.

다음 표에 요약되어 있다.
| p + q  | 열적으로 허용됨      | 광화학적으로 허용됨  |
| ------ | -------------------- | -------------------- |
| 4n     | ps + qa 또는 pa + qs | ps + qs 또는 pa + qa |
| 4n + 2 | ps + qs 또는 pa + qa | ps + qa 또는 pa + qs |

q = 0인 경우는 "전이된" R 그룹의 열적 제거에 해당한다. 1,4-사이클로헥사디엔에서 이수소의 열분해 제거와 3,3,6,6-테트라메틸-1,4-사이클로헥사디엔에서 에탄의 열분해 제거는 이러한 종류의 고리형 협동 과정의 예라고 믿어진다.
에네 반응은 두 개의 σ 결합된 그룹의 전이를 포함하지 않더라도 종종 그룹 전이 과정의 한 유형으로 분류된다. 오히려 하나의 σ 결합만 전이되고 두 번째 σ 결합은 끊어진 π 결합에서 형성된다. 6개 전자를 포함하는 모든 슈프라 페이셜 과정으로서 열적 조건 하에서 대칭 허용된다. 에네 반응에 대한 우드워드-호프만 기호는 [π2s + π2s + σ2s]이다. (아래 참조)

## 일반 공식
우드워드-호프만 규칙은 원래 전자고리 과정에 대해 명시되었지만, 위 선택 규칙의 유사성과 패턴이 나타내듯이 결국 모든 고리형 협동반응으로 일반화되었다.

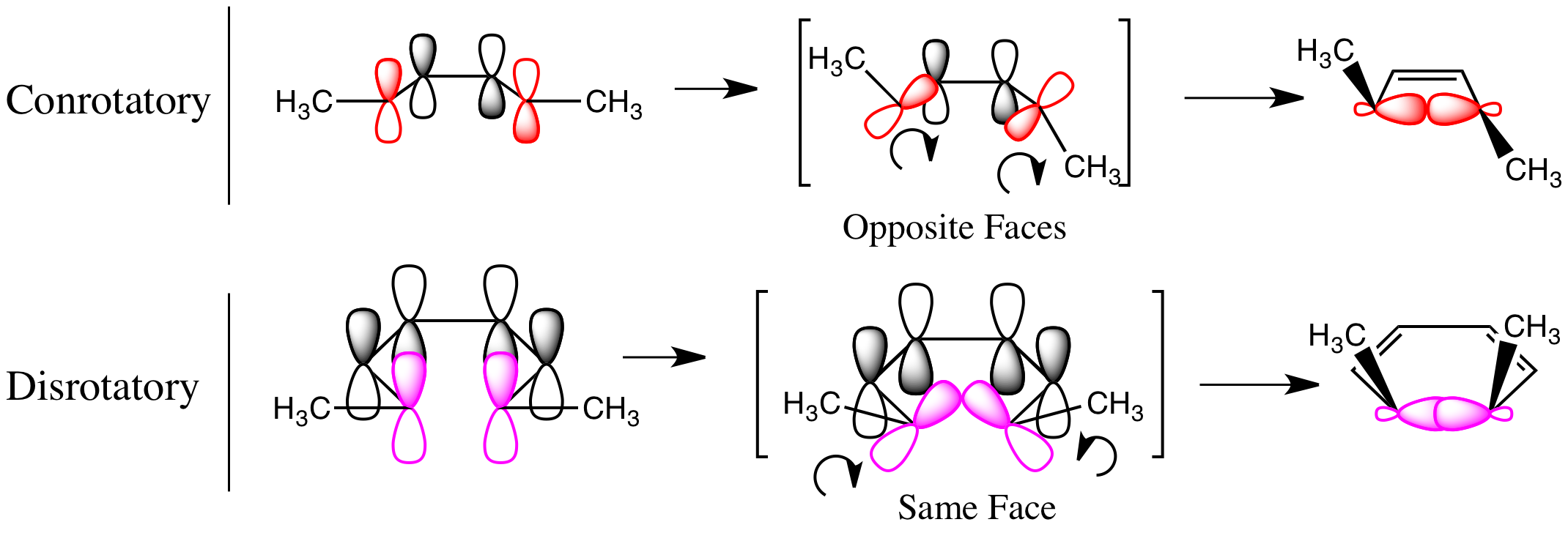
동일방향 회전 운동은 안타라 페이셜이며, 반대방향 회전 운동은 슈프라 페이셜이다.

일반화된 우드워드-호프만 규칙에서 모든 것은 안타라 페이셜 및 슈프라 페이셜 결합 위상으로 특성화된다. 오른쪽 그림과 같이 동일방향 회전 및 반대방향 회전이라는 용어는 전자고리 고리 닫힘 또는 열림 반응에서 결합 회전의 상대적 방향을 설명하기에 충분하다. 그러나 일반 고리형 협동반응에서 일어나는 결합 형성 및 끊김의 위상을 설명하기에는 부적합하다. 아래에 자세히 설명되어 있듯이 우드워드-호프만 규칙의 일반 공식에서 결합 회전 용어 동일방향 회전 및 반대방향 회전은 각각 결합 위상 (또는 면성) 용어 안타라 페이셜 및 슈프라 페이셜에 포함된다. 이러한 설명자는 모든 고리형 협동 과정에서 일어나는 결합 형성 및 끊김의 위상을 특성화하는 데 사용할 수 있다.

### 우드워드-호프만 표기법
구성 요소는 고리형 협동반응에서 단위로 기능하는 분자 또는 분자들의 일부이다. 구성 요소는 하나 이상의 원자와 다음과 같은 유형의 관련 궤도로 구성된다.
- 고립된 p- 또는 spx-궤도 (채워지지 않았거나 채워짐, 기호 ω)
- 공액 π 시스템 (기호 π)
- σ 결합 (기호 σ)

구성 요소의 전자 수는 구성 요소의 궤도에 있는 전자 수이다.
- 채워지지 않은 ω 궤도 (즉, 빈 p 궤도)의 전자 수는 0이고, 채워진 ω 궤도 (즉, 비공유 전자쌍)의 전자 수는 2이다.
- n 이중 결합을 가진 공액 π 시스템의 전자 수는 2n이다. (이종원자 또는 탄소 음이온에서 (형식적인) 비공유 전자쌍이 여기에 공액되어 있는 경우 2n + 2이다.)
- σ 결합의 전자 수는 2이다.

구성 요소의 결합 위상은 슈프라 페이셜 및 안타라 페이셜일 수 있다.
- 관계가 슈프라 페이셜 (기호: s)일 때 π 시스템 또는 p 궤도와의 상호 작용이 마디 평면의 같은 면에서 발생한다. (신이라고 생각한다.) σ 결합의 경우 결합의 두 "내부" 엽 또는 두 "외부" 엽에서 발생하는 상호 작용에 해당한다.
- 관계가 안타라 페이셜 (기호: a)일 때 π 시스템 또는 p 궤도와의 상호 작용이 마디 평면의 반대 면에서 발생한다. (안티라고 생각한다.) σ 결합의 경우 결합의 한 "내부" 엽과 한 "외부" 엽에서 발생하는 상호 작용에 해당한다.

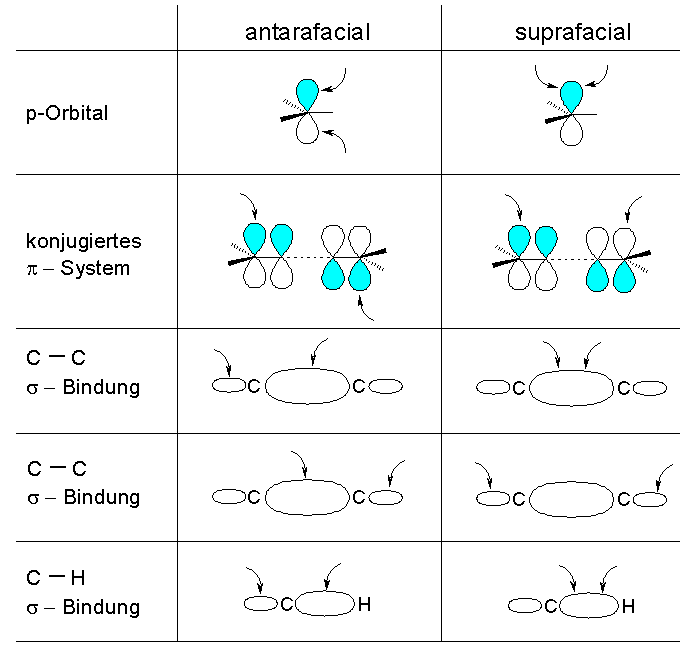
일반적인 고리형 협동반응 구성 요소에 대한 궤도 중첩 할당을 슈프라 페이셜 또는 안타라 페이셜로 설명하는 그림.

이 표기법을 사용하여 모든 고리형 협동반응에 대해 기호 σ/π/ωNs/a의 일련의 기호로 구성된 설명자를 할당할 수 있으며, + 기호로 연결되고 괄호로 묶여 각 구성 요소에 관련된 궤도 유형, 전자 수 및 결합 위상을 순서대로 설명한다. 몇 가지 예는 다음과 같다.
- 딜스-알더 반응 ((4+2)-고리형 첨가)은 [π4s + π2s]이다.
- 오존 분해의 첫 번째 단계에서 오존과 올레핀의 1,3-쌍극자 고리형 첨가 ((3+2)-고리형 첨가)는 [π4s + π2s]이다.
- 1,3-부타디엔에 대한 이산화황의 킬레이트 첨가 ((4+1)-킬레이트 첨가)는 [ω0a + π4s] + [ω2s + π4s]이다.[23]
- 코프 자리옮김 ([3,3]-시그마트로피 이동)은 [π2s + σ2s + π2s] 또는 [π2a + σ2s + π2a]이다.
- Berson에 의해 발견된 탄소에서 반전과 함께 [1,3]-알킬 이동 ([1,3]-시그마트로피 이동)은 [σ2a + π2s]이다.
- 1,3-부타디엔의 동일방향 회전 전자고리 고리 닫힘 (4π-전자고리화)은 [π4a]이다.
- 사이클로뷰텐의 동일방향 회전 전자고리 고리 열림 (역 4π-전자고리화)은 [σ2a + π2s] 또는 [σ2s + π2a]이다.
- 1,3-사이클로옥타디엔-5-이온의 반대방향 회전 전자고리 고리 닫힘 (6π-전자고리화)은 [π6s]이다.
- 바그너-메어베인 이동의 탄소 양이온 ([1,2]-시그마트로피 이동)은 [ω0s + σ2s]이다.

안타라 페이셜과 슈프라 페이셜은 각각 (동일방향 회전 또는 반전)과 (반대방향 회전 또는 유지)와 관련이 있다. 단일 설명자는 화학적으로 다른 두 가지 고리형 협동 과정에 해당할 수 있으며, 반응과 미시적 역반응은 종종 두 가지 다른 설명자로 기술되고, 단일 과정은 하나 이상의 올바른 설명자를 가질 수 있다. 아래에 주어진 고리형 협동반응 선택 규칙을 사용하여 이러한 모든 반응이 허용된 과정임을 확인할 수 있다.

### 원래 진술
이 표기법을 사용하여 우드워드와 호프만은 1969년 리뷰에서 모든 고리형 협동반응에 대한 일반 공식화를 다음과 같이 명시했다.
바닥 상태 고리형 협동 변화는 (4q+2)s 및 (4r)a 구성 요소의 총 개수가 홀수일 때 대칭 허용된다.
여기서 (4q + 2)s 및 (4r)a는 각각 슈프라 페이셜 (4q + 2) 전자 구성 요소 및 안타라 페이셜 (4r) 전자 구성 요소를 나타낸다. 또한 이 기준은 충분 (위에 명시됨) 및 필요 (위에 명시되지 않음, 참조: 필요충분조건)로 해석되어야 한다.

### 대체 진술의 도출
대신 일반적인 진술은 두 가지 경우를 간단히 분석하여 나누어 떨어지는 간단한 규칙을 사용하여 총 전자 수로 공식화할 수 있다.
먼저 총 전자 수가 4n + 2인 경우를 고려한다.
4n + 2 = a(4q + 2)s + b(4p + 2)a + c(4t)s + d(4r)a,
여기서 a, b, c, d는 각 유형 구성 요소의 수를 나타내는 계수이다. 이 방정식은 a와 b 중 하나만 홀수임을 의미한다. 만약 a와 b가 모두 짝수이거나 모두 홀수이면 네 항의 합은 0 (mod 4)이기 때문이다.
우드워드-호프만 규칙의 일반화된 진술은 반응이 허용되면 a + d가 홀수라고 말한다. 이제 a가 짝수이면 d가 홀수임을 의미한다. 이 경우 b가 홀수이므로 안타라 페이셜 구성 요소의 수 b + d는 짝수이다. 마찬가지로 a가 홀수이면 d는 짝수이다. 이 경우 b가 짝수이므로 안타라 페이셜 구성 요소의 수 b + d는 다시 짝수이다. 따라서 a와 b의 초기 패리티 가정과 상관없이 전자 수가 4n + 2일 때 안타라 페이셜 구성 요소의 수는 짝수이다. 반대로 b + d는 홀수이다.
총 전자 수가 4n인 경우 유사한 논증 (여기서는 생략)은 안타라 페이셜 구성 요소 b + d의 수가 허용된 경우 홀수이고 금지된 경우 짝수여야 한다는 결론으로 이어진다.
마지막으로 논증을 완성하고 이 새로운 기준이 원래 기준과 진정으로 동일함을 보이기 위해서는 역진술도 논증해야 한다. 즉, 안타라 페이셜 구성 요소 b + d의 수와 전자 수 (4n + 2 또는 4n)가 우드워드-호프만 규칙에 의해 주어진 a + d의 패리티 (허용된 경우 홀수, 금지된 경우 짝수)를 의미함을 논증해야 한다. 또 다른 (다소 지루한) 사례 분석 라운드는 이것이 사실임을 쉽게 보여줄 것이다. 고리형 협동 반응 선택 규칙은 다음과 같다.
4n+2 또는 4n 전자를 포함하는 고리형 협동 과정은 관련된 안타라 페이셜 구성 요소의 수가 각각 짝수 또는 홀수인 경우에만 열적으로 허용된다.
|         | 휘켈          | 뫼비우스      |
| ------- | ------------- | ------------- |
| 4n+2 e– | 허용 방향족   | 금지 반방향족 |
| 4n e–   | 금지 반방향족 | 허용 방향족   |

이 공식화에서 전자 수는 우드워드와 호프만의 원래 진술에 열거된 개별 구성 요소가 아닌 전체 반응 시스템을 의미한다. 실제로는 짝수 또는 홀수개의 안타라 페이셜 구성 요소는 일반적으로 각각 0개 또는 1개의 안타라 페이셜 구성 요소를 의미한다. 왜냐하면 2개 이상의 안타라 페이셜 구성 요소를 포함하는 전이 상태는 일반적으로 변형으로 인해 불리하기 때문이다. 예외적으로 특정 분자 내 반응은 여러 구성 요소에 대해 안타라 페이셜 궤도를 강제하는 방식으로 기하학적으로 제한될 수 있다. 또한 어떤 경우, 예를 들어 코프 재배열에서는 동일한 (반드시 변형되지 않은) 전이 상태 기하학을 궤도 엽 사이의 연결을 어떻게 그리느냐에 따라 두 개의 슈프라 또는 두 개의 안타라 π 구성 요소를 포함하는 것으로 간주할 수 있다. (이 모호성은 σ 구성 요소의 두 내부 엽 또는 두 외부 엽의 중첩이 슈프라 페이셜로 간주될 수 있다는 관습의 결과이다.)
이 대체 공식화는 우드워드-호프만 규칙과 드워-짐머만 분석 (아래 참조)의 동등성을 명확하게 한다. 짝수개의 위상 반전은 짝수개의 안타라 페이셜 구성 요소와 동일하며 휘켈 위상에 해당하며 방향족성을 위해 4n + 2 전자를 필요로 하는 반면, 홀수개의 위상 반전은 홀수개의 안타라 페이셜 구성 요소와 동일하며 뫼비우스 위상에 해당하며 방향족성을 위해 4n 전자를 필요로 한다. 방향족 전이 상태 이론을 요약하면 다음과 같다. 열 고리형 협동반응은 (4n + 2) 전자 휘켈 또는 (4n) 전자 뫼비우스 전이 상태를 통해 진행된다.
니모닉으로 위 공식은 다음과 같이 다시 표현할 수 있다.
N 전자쌍과 A 안타라 페이셜 구성 요소를 포함하는 바닥 상태 고리형 협동 과정은 N + A가 홀수인 경우에만 대칭 허용된다.

### 동등성의 대체 증명
두 공식의 동등성은 경우 분석에 의존하지 않고 간단한 패리티 논증으로도 확인할 수 있다.
명제. 다음 우드워드-호프만 규칙의 공식화는 동등하다.
(A) 고리형 협동 반응에서 슈프라 페이셜 4q + 2 구성 요소와 안타라 페이셜 4r 구성 요소의 수의 합이 홀수이면 열적으로 허용된다. 그렇지 않으면 반응은 열적으로 금지된다.
(B) 고리형 협동 반응에서 (4n + 2) 전자 반응의 안타라 페이셜 구성 요소의 총 수가 짝수이거나 4n 전자 반응의 안타라 페이셜 구성 요소의 총 수가 홀수이면 열적으로 허용된다. 그렇지 않으면 반응은 열적으로 금지된다.
동등성 증명: k 구성 요소 고리형 협동 반응의 구성 요소를 {\displaystyle i=1,2,\ldots ,k}로 인덱싱하고, 우드워드-호프만 기호 σ/π/ωNs/a를 가진 구성 요소 i에 대해 다음 규칙에 따라 전자 수 및 위상 패리티 기호 {\displaystyle (n_{i},p_{i},i)}를 할당한다.
{\displaystyle n_{i}={\begin{cases}0,&N\equiv 0\ (\mathrm {mod} \ 4)\\1,&N\equiv 2\ (\mathrm {mod} \ 4)\end{cases}}\quad \mathrm {and} \quad p_{i}={\begin{cases}0,&i{\text{ is supra}}\\1,&i{\text{ is antara}}\end{cases}}.}
우리는 (A)에 대한 수학적으로 동등한 재진술을 얻는다.
(A') {\displaystyle \{(n_{i},p_{i},i)\}} 기호 모음은 {\displaystyle n_{i}\neq p_{i}} 속성을 가진 기호의 수가 홀수인 경우에만 열적으로 허용된다.
총 전자 수는 {\textstyle \sum _{i}n_{i}} ((4q + 2) 전자 구성 요소의 수)가 홀수 또는 짝수일 때 정확히 4n + 2 또는 4n이 되는 반면, {\textstyle \sum _{i}p_{i}}는 안타라 페이셜 구성 요소의 수를 제공하므로 (B)도 다시 진술할 수 있다.
(B') {\displaystyle \{(n_{i},p_{i},i)\}} 기호 모음은 {\textstyle \sum _{i}n_{i}} 또는 {\textstyle \sum _{i}p_{i}} 중 하나만 홀수인 경우에만 열적으로 허용된다.
(A')와 (B')가 동등함을 보이는 것으로 충분하다. {\textstyle \sum _{i}n_{i}} 또는 {\textstyle \sum _{i}p_{i}} 중 정확히 하나만 홀수이면 {\textstyle \sum _{i}n_{i}+\sum _{i}p_{i}=\sum _{i}n_{i}+p_{i}}가 홀수이다. 만약 {\displaystyle n_{i}=p_{i}}이면, {\displaystyle n_{i}+p_{i}\equiv 0\ (\mathrm {mod} \ 2)}가 성립한다. 따라서 {\displaystyle n_{i}=p_{i}} 속성을 가진 기호를 모음에서 제외해도 {\textstyle \sum _{i}n_{i}+p_{i}}의 패리티는 변하지 않는다. 반면에 {\displaystyle n_{i}\neq p_{i}}이면, {\displaystyle n_{i}+p_{i}=1}이 되지만, {\textstyle \sum _{n_{i}\neq p_{i}}1}은 {\displaystyle n_{i}\neq p_{i}} 속성을 가진 구성 요소의 수를 단순히 열거한다. 따라서
{\displaystyle \sum _{i}n_{i}+p_{i}\equiv \sum _{n_{i}\neq p_{i}}n_{i}+p_{i}=\sum _{n_{i}\neq p_{i}}1=\#\{(n_{i},p_{i},i)\ |\ n_{i}\neq p_{i}\}\ (\mathrm {mod} \ 2)}. 
이다. 따라서 {\textstyle \sum _{i}n_{i}+p_{i}}와 모음에서 {\displaystyle n_{i}\neq p_{i}} 속성을 가진 기호의 수는 동일한 패리티를 갖는다. (A')와 (B') 공식화는 동등하므로 (A)와 (B)도 동등하다. 이는 주장된 바와 같다. □
구체적인 예를 들면, 설명자 [π6s + π4a + π2a]를 가진 가상 반응은 위 계획에서 {(1, 0, 1), (0, 1, 2), (1, 1, 3)} 모음으로 할당될 것이다. {\displaystyle n_{i}\neq p_{i}} 속성을 가진 구성 요소는 (1, 0, 1)과 (0, 1, 2) 두 개이므로, (A')에 의해 반응은 허용되지 않는다. 마찬가지로 {\textstyle \sum _{i}n_{i}=2}와 {\textstyle \sum _{i}p_{i}=2}는 모두 짝수이므로 (B')도 같은 결론을 내린다 (그래야만 한다): 반응은 허용되지 않는다.

### 예시
이 공식화는 다음 표에 나와 있는 [p + q]-고리형 첨가 반응의 선택 규칙과 동일하다.
| p + q  | 열적으로 허용됨      | 광화학적으로 허용됨  |
| ------ | -------------------- | -------------------- |
| 4n     | ps + qa 또는 pa + qs | ps + qs 또는 pa + qa |
| 4n + 2 | ps + qs 또는 pa + qa | ps + qa 또는 pa + qs |

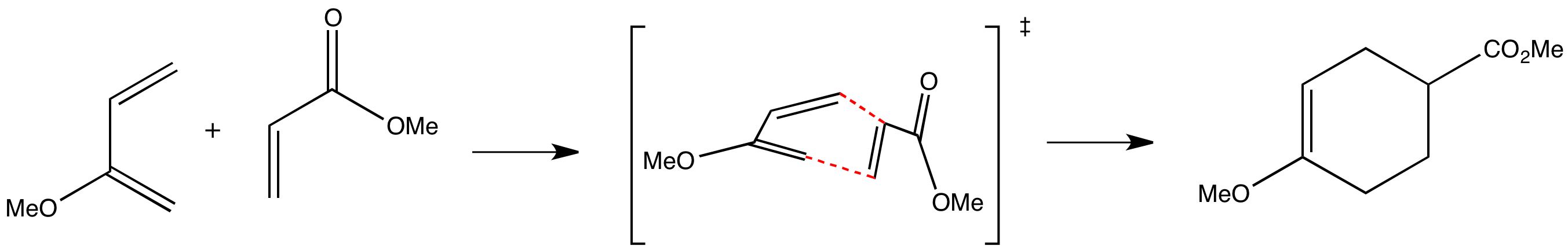
딜스-알더 반응은 두 구성 요소에 대해 슈프라 페이셜이다.

총 전자 수가 4n + 2이면 표의 아래 행에 해당한다. 반응은 두 구성 요소에 대해 슈프라 페이셜이거나 두 구성 요소에 대해 안타라 페이셜일 때 열적으로 허용된다. 즉, 안타라 페이셜 구성 요소의 수는 짝수 (0 또는 2)이다. 마찬가지로 총 전자 수가 4n이면 표의 위 행에 해당한다. 이는 한 구성 요소에 대해 슈프라 페이셜이고 다른 구성 요소에 대해 안타라 페이셜일 때 열적으로 허용된다. 따라서 안타라 페이셜 구성 요소의 총 수는 항상 1이므로 항상 홀수이다.
다음은 일반화된 우드워드-호프만 규칙에 비추어 분석된 몇 가지 일반적인 바닥 상태 (즉, 열적) 반응 클래스이다.

#### [2+2] 고리형 첨가 반응
[2+2]-고리형 첨가는 두 구성 요소를 함께 가져오는 4전자 과정이다. 따라서 위 일반 WH 규칙에 따라 반응이 정확히 하나의 구성 요소에 대해 안타라 페이셜일 때만 허용된다. 이는 위 섹션에서 상관도를 통해 얻은 결론과 동일하다.

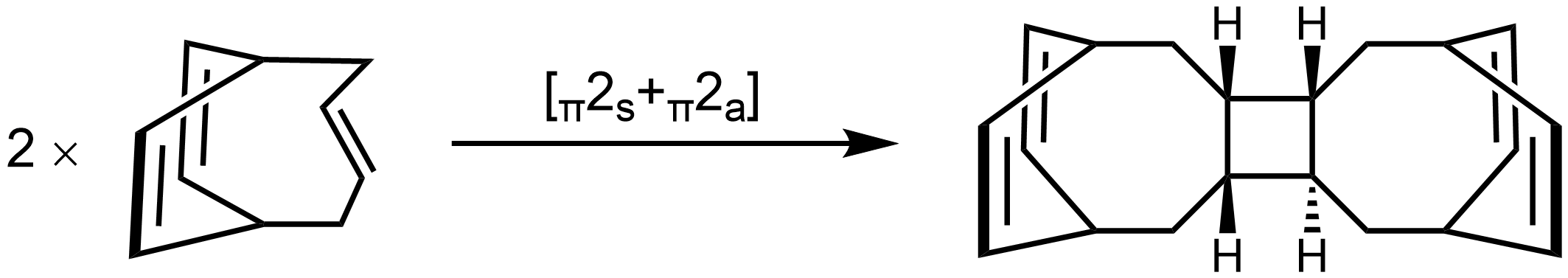
변형된 trans-올레핀의 열적으로 허용된 슈프라-안타라 [2+2]-이합체화.

드물지만 입체화학적으로 명확한 [π2s + π2a]-고리형 첨가의 예는 오른쪽에 표시되어 있다. trans 이중 결합의 변형 및 입체적 특성은 이 일반적으로 동역학적으로 불리한 과정을 가능하게 한다. cis, trans-1,5-사이클로옥타디엔도 이 모드를 통해 이합체화되는 것으로 믿어진다. 케텐은 올레핀과 [2+2] 고리형 첨가를 선호하는 큰 부류의 반응물이다. 케텐 고리형 첨가의 MO 분석은 케텐의 직교 궤도의 동시적이지만 독립적인 상호 작용으로 인해 복잡하고 모호하지만 [π2s + π2a] 상호 작용도 포함될 수 있다.

#### [4+2] 고리형 첨가 반응
동기식 6π-전자 딜스-알더 반응은 [π4s + π2s]-고리형 첨가 (즉, 두 구성 요소에 대해 슈프라 페이셜)이며, 오른쪽 반응으로 예시된다.
따라서 안타라 페이셜 구성 요소의 총 수가 0 (짝수)이므로 반응은 대칭 허용된다. 이 예측은 딜스-알더 반응이 상당히 쉽게 일어나는 고리형 협동반응이라는 실험과 일치한다.

#### 4n 전자고리 반응
4n 전자 전자고리 고리 열림 반응은 π 시스템과 끊어지는 σ 결합의 두 구성 요소를 갖는 것으로 간주될 수 있다. π 시스템에 대해서는 반응이 슈프라 페이셜이다. 그러나 위 그림에 나타난 동일방향 회전 메커니즘의 경우 σ 결합에 대해 반응이 안타라 페이셜이다. 반대로 반대방향 회전 메커니즘의 경우 끊어지는 σ 결합에 대해 슈프라 페이셜이다.
위 규칙에 따라 2개 구성 요소의 4n 전자 고리형 협동 반응의 경우 안타라 페이셜 구성 요소가 하나 있어야 한다. 따라서 반응은 동일방향 회전 메커니즘을 통해 진행되어야 한다. 이는 위 상관도에서 도출된 결과와 일치한다.

#### 4n + 2 전자고리 반응
4n + 2 전자고리 고리 열림 반응도 π 시스템에 대해 슈프라 페이셜인 2개 구성 요소의 고리형 협동 반응이다. 따라서 반응이 허용되기 위해서는 안타라 페이셜 구성 요소의 수가 0이어야 한다. 즉, 끊어지는 σ 결합에 대해서도 슈프라 페이셜이어야 한다. 따라서 반대방향 회전 메커니즘은 대칭 허용된다.

#### [1,j]-시그마트로피 자리옮김
[1,j]-시그마트로피 자리옮김도 두 구성 요소 고리형 협동 반응이다. 한 구성 요소는 π 시스템이고 다른 구성 요소는 이동 그룹이다. 가장 간단한 경우는 j가 홀수인 π 시스템을 가로지르는 [1,j]-하이드라이드 이동이다. 이 경우 수소는 구형 대칭 s 궤도만 가지고 있으므로 반응은 수소에 대해 슈프라 페이셜이어야 한다. 관련된 총 전자 수는 (j + 1)인데, 반응에 관련된 π 결합은 (j - 1)/2개이고 σ 결합은 1개이기 때문이다. j = 4n - 1이면 안타라 페이셜이어야 하고, j = 4n + 1이면 슈프라 페이셜이어야 한다. 이는 대칭 허용된 안타라 페이셜 과정이 불가능하기 때문에 일반적으로 [1,3]-하이드라이드 이동이 관찰되지 않지만 [1,5]-하이드라이드 이동은 상당히 쉽게 일어난다는 실험과 일치한다.

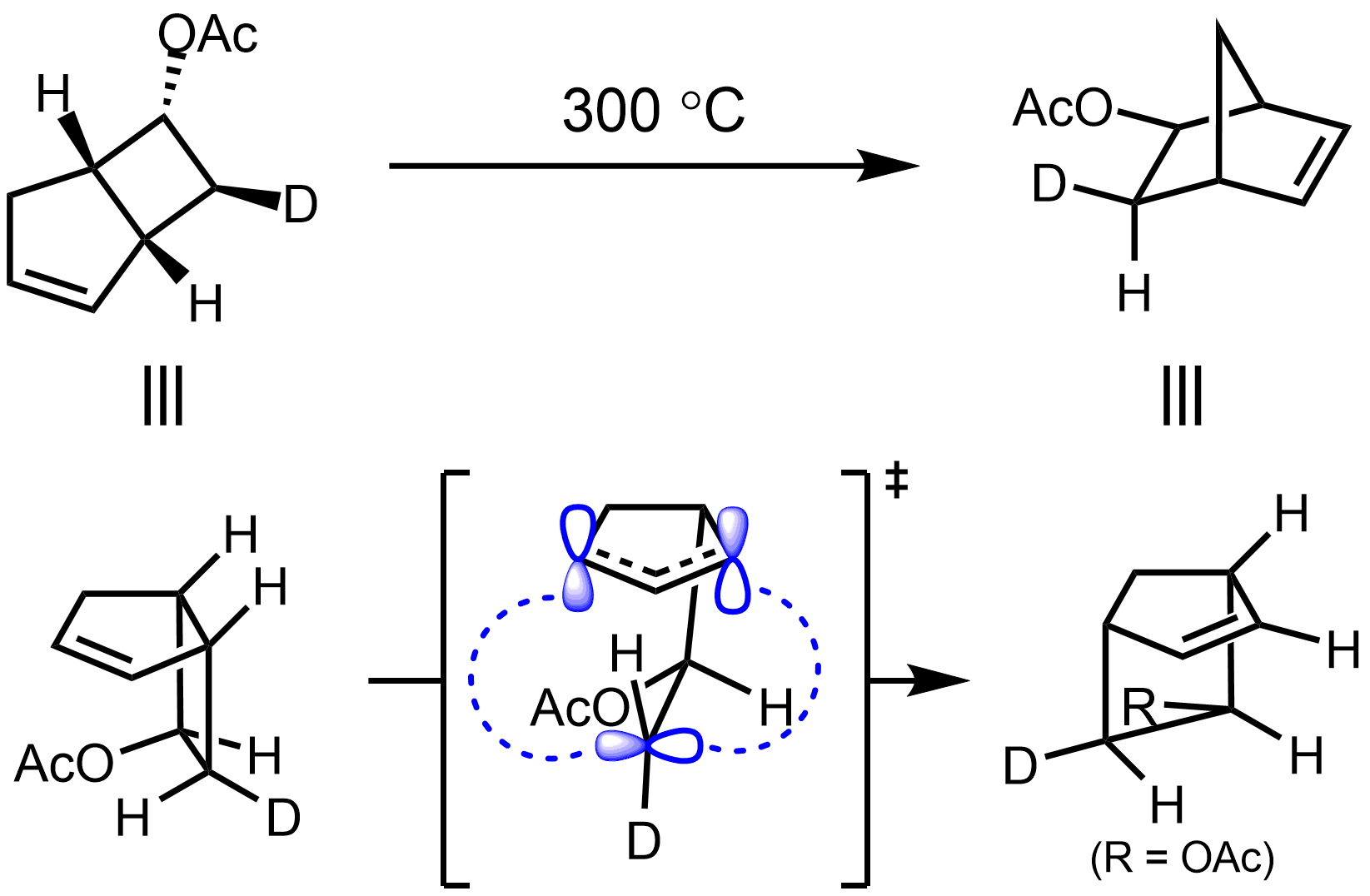
Berson의 고전적인 (1967) 입체화학적 반전과 함께 진행되는 [1,3]-시그마트로피 알킬 이동 예시 (WH 기호 [_{σ}2_{a} + _{π}2_{s}])

반응이 탄소 중심에 대해 안타라 페이셜 (즉, 입체화학을 반전시키는) 일 수 있는 [1,j]-알킬 이동의 경우 동일한 규칙이 적용된다. j = 4n - 1이면 반응이 π 시스템에 대해 안타라 페이셜이거나 탄소에서 입체화학을 반전시키는 경우 대칭 허용된다. j = 4n + 1이면 반응이 π 시스템에 대해 슈프라 페이셜이고 탄소 중심에서 입체화학을 유지하는 경우 대칭 허용된다.
오른쪽은 1967년 Berson이 보고한 최초의 [1,3]-σ 트로피 이동 예시 중 하나이다. σ 결합이 끊어질 때 구성 반전을 허용하기 위해 C(H)(D) 부분은 전이 상태에서 탄소의 혼성화가 sp2에 근접하도록 비틀어져 남은 비혼성화 p 궤도가 탄소 1과 3 모두와 중첩을 유지한다.

## 다른 이론 모델의 동등성

### 드워-짐머만 분석

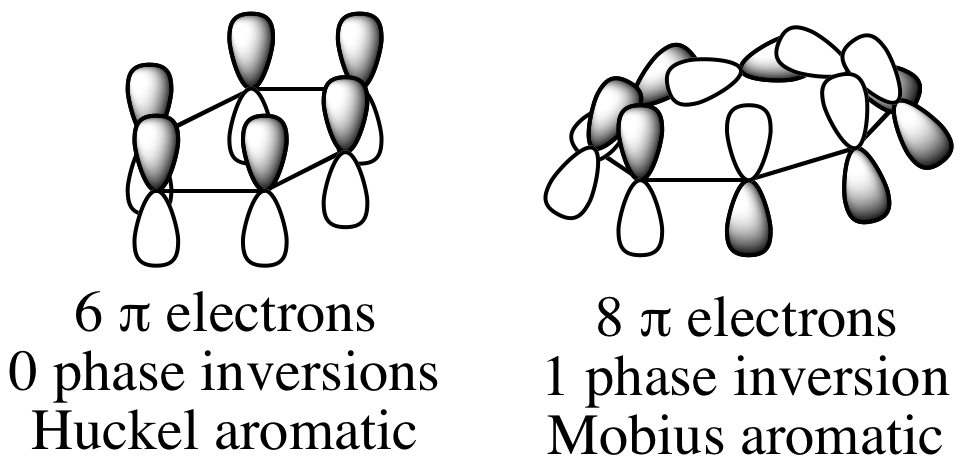
가상적인 휘켈 대 뫼비우스 방향족성.

1969년에 처음 제시된 일반화된 우드워드-호프만 규칙은 1966년에 처음 제시된 짐머만의 초기 일반 접근 방식인 뫼비우스-휘켈 개념과 동등하며 방향족 전이 상태 이론으로도 알려져 있다. 핵심 교리로서 방향족 전이 상태 이론은 '허용된' 고리형 협동 반응은 방향족 특성을 가진 전이 상태를 통해 진행되는 반면, '금지된' 고리형 협동 반응은 반방향족적인 성격의 전이 상태를 만나게 된다는 것을 주장한다. 드워-짐머만 분석에서는 고리형 협동 반응의 전이 상태의 위상에 관심을 갖는다. 전이 상태가 4n 전자를 포함하면 뫼비우스 위상은 방향족이고 휘켈 위상은 반방향족이며, 전이 상태가 4n + 2 전자를 포함하면 휘켈 위상은 방향족이고 뫼비우스 위상은 반방향족이다. 전이 상태의 위상 반전 수 (아래에 자세히 설명됨)의 패리티는 위상을 결정한다. 뫼비우스 위상은 홀수개의 위상 반전을 포함하는 반면, 휘켈 위상은 짝수개의 위상 반전을 포함한다.

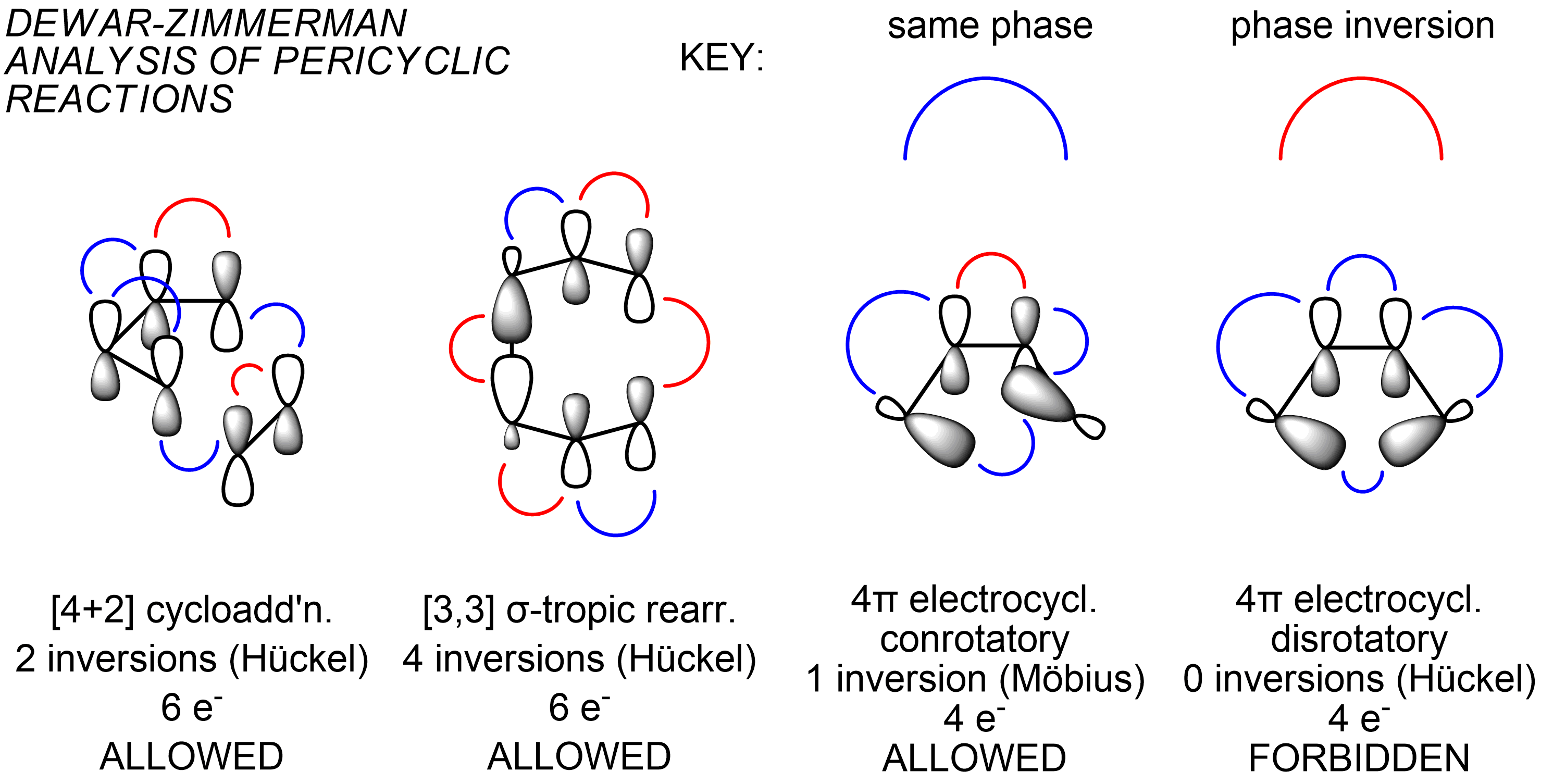
일반적인 고리형 협동 반응에 적용된 드워-짐머만 분석의 예시. (빨간색 곡선은 위상 반전을 나타낸다.)

우드워드-호프만 용어와 관련하여 안타라 페이셜 구성 요소의 수와 위상 반전의 수는 항상 같은 패리티를 갖는다. 결과적으로 홀수개의 안타라 페이셜 구성 요소는 뫼비우스 위상을 제공하는 반면, 짝수개의 안타라 페이셜 구성 요소는 휘켈 위상을 제공한다. 따라서 드워-짐머만 분석의 결과를 우드워드와 호프만의 언어로 다시 표현하면, 4n 전자 반응은 홀수개의 안타라 페이셜 구성 요소 (즉, 뫼비우스 위상)를 갖는 경우에만 열적으로 허용된다. (4n + 2) 전자 반응은 짝수개의 안타라 페이셜 구성 요소 (즉, 휘켈 위상)를 갖는 경우에만 열적으로 허용된다.
드워-짐머만 분석 절차 (예시는 오른쪽에 표시됨): 단계 1. 고리형 협동 시스템의 일부인 모든 기본 궤도를 음영 처리한다. 음영은 임의적일 수 있다. 특히 음영은 폴리엔 MO의 위상을 반영할 필요가 없으며, 각 기본 궤도는 p 또는 spx 혼성 궤도의 경우 두 개의 반대 위상 엽을 가져야 하고, s 궤도의 경우 단일 위상을 가져야 한다. 단계 2. 전이 상태에서 기하학적으로 잘 상호 작용할 수 있는 기본 궤도의 엽 사이에 연결을 그린다. 만들 연결은 전이 상태 위상에 따라 달라진다. (예를 들어, 그림에서 동일방향 및 반대방향 전자고리화의 경우 다른 연결이 표시된다.) 단계 3. 반대 음영의 엽 사이에서 발생하는 연결 수를 센다. 이러한 연결 각각은 위상 반전을 구성한다. 위상 반전의 수가 짝수이면 전이 상태는 휘켈이고, 위상 반전의 수가 홀수이면 전이 상태는 뫼비우스이다. 단계 4. 전자 수가 4n + 2이고 전이 상태가 휘켈이거나, 전자 수가 4n이고 전이 상태가 뫼비우스이면 고리형 협동 반응이 허용된다고 결론 내린다. 그렇지 않으면 고리형 협동 반응이 금지된다고 결론 내린다.
중요한 것은 기본 궤도에 상대 위상을 할당하는 어떤 방식도 허용된다는 것이다. 왜냐하면 단일 궤도의 위상을 반전시키면 총 위상 반전에 0 또는 ±2, 즉 짝수가 추가되어 반전 수의 패리티 (반전 수 모듈로 2)가 변하지 않기 때문이다.

### 개념적 밀도 범함수 이론으로 재해석

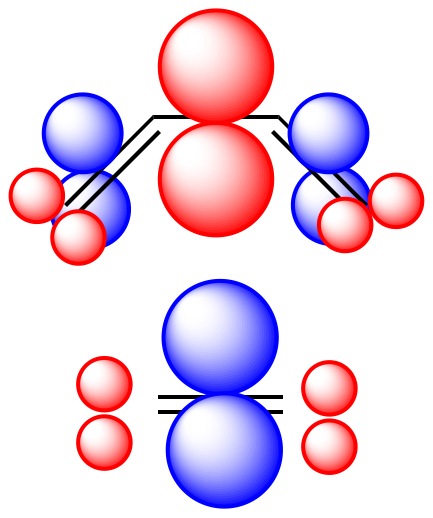
딜스-알더 슈프라/슈프라 전이 상태에서 전자 밀도의 이중 설명자 색상 (빨간색>0, 파란색<0).

최근 우드워드-호프만 규칙은 개념적 밀도 범함수 이론 (DFT)을 사용하여 재해석되었다. 분석의 핵심은 크리스토프 모렐, 앙드레 그랑드, 알레한드로 토로-라베가 제안한 이중 설명자 함수 {\displaystyle f^{(2)}(r)={\frac {\partial ^{2}\rho (r)}{\partial N^{2}}}}이며, 이는 전자 수 N에 대한 전자 밀도 {\displaystyle \rho (r)}의 두 번째 도함수이다. 이 응답 함수는 전자 전이를 포함하는 두 구성 요소 A와 B의 반응이 전자 밀도의 전자 제공 또는 수용에 대한 응답성, 즉 후쿠이 함수 {\displaystyle f(r)={\frac {\partial \rho (r)}{\partial N}}}의 도함수에 의존하기 때문에 중요하다. 사실 단순한 관점에서 이중 설명자 함수는 분자의 다양한 영역의 친전자성 또는 친핵성에 대한 판독값을 제공한다. {\displaystyle f^{(2)}>0}이면 영역은 친전자성이고, {\displaystyle f^{(2)}<0}이면 영역은 친핵성이다. 경계 분자 궤도 가정과 후쿠이 함수의 유한 차분 근사를 사용하여 이중 설명자를 다음과 같이 쓸 수 있다.
{\displaystyle f^{(2)}(r)={\frac {\partial f(r)}{\partial N}}\cong |\phi _{\text{LUMO}}(r)|^{2}-|\phi _{\text{HOMO}}(r)|^{2}}
영역이 전자를 제공하는 것보다 수용하는 데 더 좋으면 LUMO가 우세해야 하고 이중 설명자 함수는 양수일 것이므로 이는 직관적으로 타당하다. 반대로 영역이 전자를 제공하는 데 더 좋으면 HOMO 항이 우세할 것이고 설명자는 음수일 것이다. 위상 및 궤도 개념은 단순히 전자 밀도 개념으로 대체되었지만 이 함수는 여전히 양수 및 음수 값을 모두 취한다.
우드워드-호프만 규칙은 이 공식화를 사용하여 이중 설명자가 반대 부호를 갖는 전자 밀도 영역 간의 유리한 상호 작용을 일치시켜 재해석된다. 이는 예측된 유리한 상호 작용을 최대화하고 반발 상호 작용을 최소화하는 것과 같다. [4+2] 고리형 첨가의 경우 최적의 슈프라/슈프라 구성에서 색상 지정된 이중 설명자 함수 (빨간색=양수, 파란색=음수)를 가진 반응물의 간략한 개요가 왼쪽에 표시되어 있다. 이 방법은 주요 고리형 협동 반응 클래스에 대한 WH 규칙을 올바르게 예측한다.

## 예외
우드워드와 호프만은 "위반"이라는 제목의 궤도 대칭 보존 12장에서 다음과 같이 유명하게 말했다.
하나도 없습니다! 그렇게 기본적인 최대 결합 원칙의 위반은 예상할 수 없습니다.
이 선언에도 불구하고 우드워드-호프만 규칙은 상대적인 장벽 높이, 따라서 가능한 반응 메커니즘을 예측하는 데 사용되며 궤도 대칭 보존으로 인한 장벽만 고려한다는 점을 인식하는 것이 중요하다. 따라서 WH 대칭 허용 반응이 실제로 쉽게 일어날 것이 보장되는 것은 아니다. 반대로 충분한 에너지 입력 시 반-우드워드-호프만 생성물을 얻는 것이 가능하다. 이는 특히 입체적으로 제한된 시스템에서 WH-생성물이 추가적인 입체적 장벽을 극복해야 하는 경우에 흔하다. 예를 들어, 디메틸비사이클로[0.2.3]헵텐 유도체 (1)의 전자고리 고리 열림에서 결과적인 각 변형으로 인해 동일방향 회전 메커니즘은 불가능하며, 반응은 400도 C에서 반대방향 회전 메커니즘을 통해 천천히 진행되어 사이클로헵타디엔 생성물을 얻는다. 위반은 또한 매우 강한 열역학적 구동력이 있는 경우에도 관찰될 수 있다. 형광봉의 발광에서 역할을 하는 것으로 유명한 다이옥세탄-1,2-다이온이 두 분자의 이산화탄소로 분해되는 것은 계산적으로 조사되었다. 형광체가 없는 경우 반응은 현재 우드워드-호프만 규칙을 공식적으로 위반하는 역-[2+2]-고리형 첨가를 통해 협동적으로 (비동기적이지만) 진행되는 것으로 믿어진다.

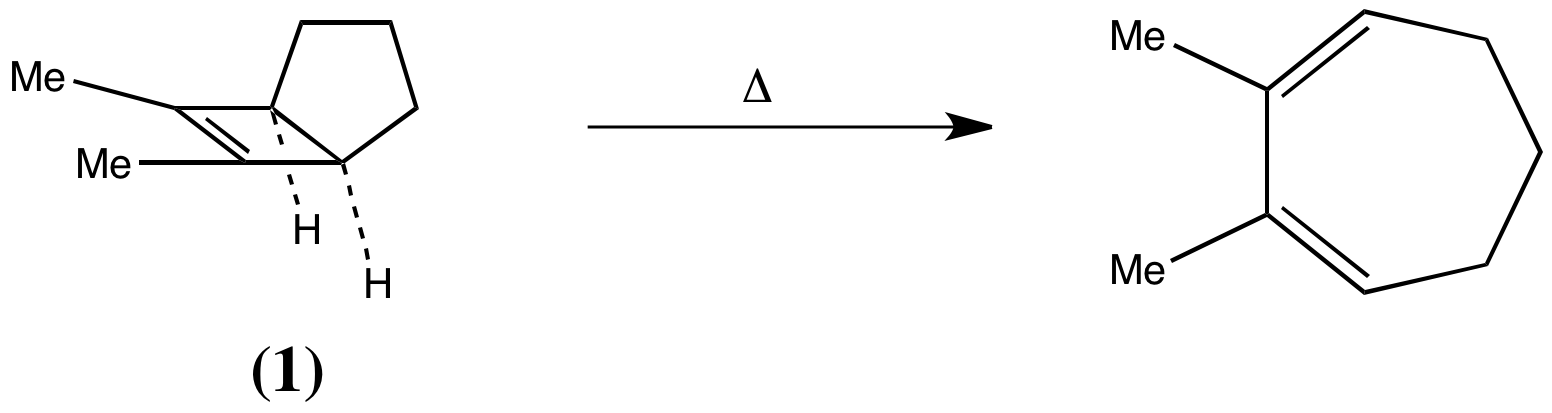
고리 변형에 의해 유도된 반대방향 회전 메커니즘을 통한 반-WH 생성물.

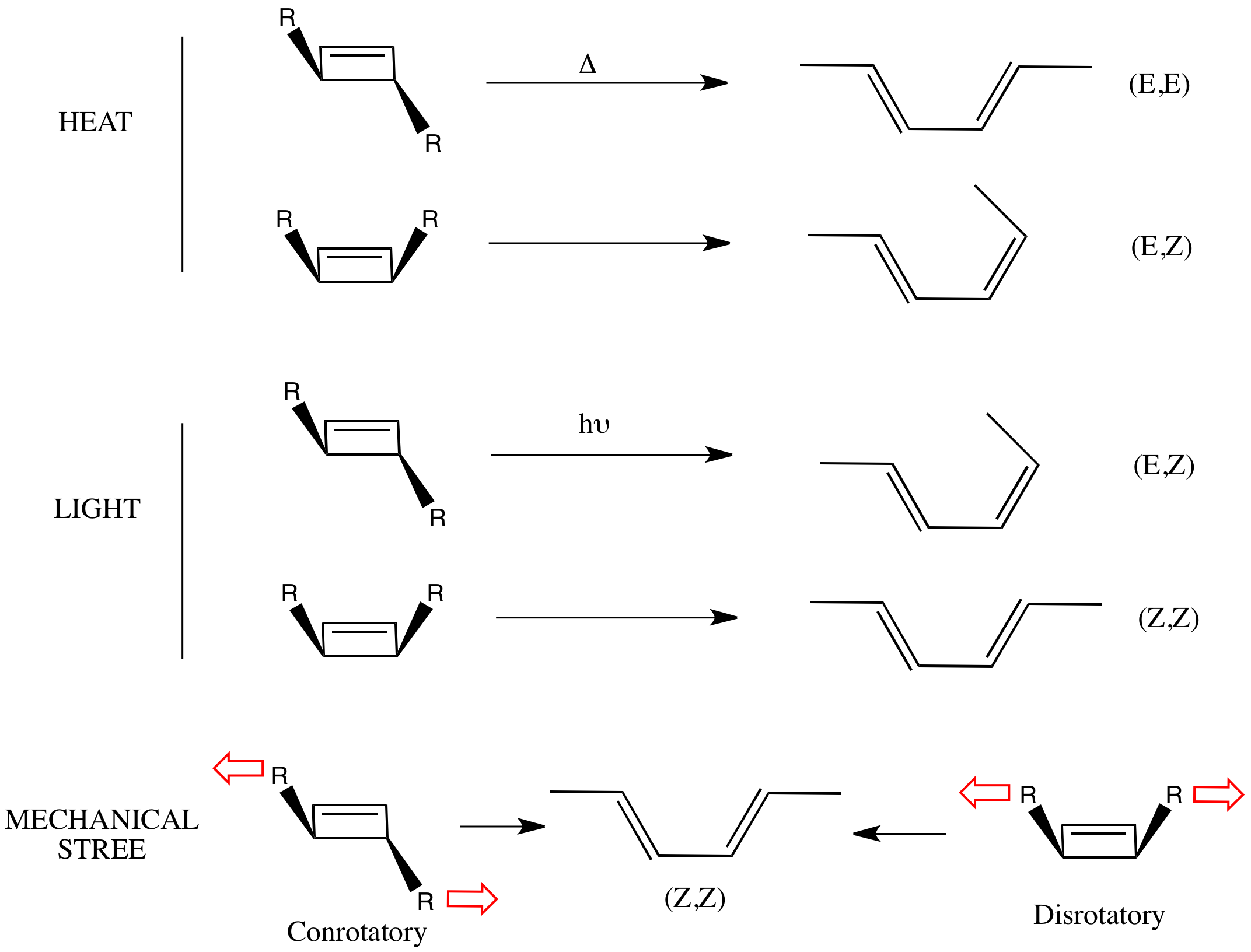
열, 광 및 기계적 제어 하에서 4e 전자고리 고리 열림의 계산적으로 예측된 생성물.

마찬가지로 최근 논문에서는 기계적 스트레스를 사용하여 화학 반응 경로를 재구성하여 우드워드-호프만 규칙을 명백히 위반하는 생성물로 이어질 수 있음을 설명한다. 이 논문에서는 초음파 조사를 사용하여 사이클로뷰텐 고리에 신 또는 안티에 부착된 링크-작용화된 폴리머에 기계적 스트레스를 유도한다. 계산 연구에 따르면 폴리머의 마찰로 인한 기계적 힘은 안티-비스-치환된 사이클로뷰텐에서 동일방향 회전 메커니즘의 반응 좌표를 따라 결합 길이를 증가시키고, 신-비스-치환된 사이클로뷰텐에서 반대방향 회전 메커니즘의 반응 좌표를 따라 결합 길이를 증가시킨다고 예측한다. 따라서 신-비스-치환된 사이클로뷰텐에서 반-WH 생성물이 형성될 것으로 예측된다.
이 계산 예측은 아래 시스템에 대한 실험으로 뒷받침되었다. 링크-작용화된 폴리머는 신 및 안티 형태 모두에서 cis 벤조사이클로뷰텐에 접합되었다. 예측대로 두 생성물 모두 치환된 말레이미드와의 입체특이적 딜스-알더 반응에 의해 결정된 동일한 (Z,Z) 생성물을 제공했다. 특히 신-치환된 생성물은 반-WH 생성물을 제공했으며, 아마도 반대방향 회전 경로의 좌표를 따라 기계적 스트레칭이 반대방향 회전 경로 하에서 반응의 장벽을 충분히 낮춰 그 메커니즘을 편향시켰기 때문일 것이다.

## 논란
엘리어스 제임스 코리는 노벨상 수상자로서 이 연구의 기초를 놓은 아이디어에 책임이 있으며, 우드워드가 발견에서 자신에게 부당하게 크레딧을 주지 않았다고 느끼고 있다는 주장이 제기되었다. 2004년 Journal of Organic Chemistry에 발표된 회고록에서, 코리는 아이디어의 우선 순위에 대해 주장한다. "1964년 5월 4일, 나는 동료 R. B. 우드워드에게 사이클로뷰텐에서 1,3-부타디엔으로, 1,3,5-헥사트리엔에서 사이클로헥사디엔으로의 입체 선택적 전환에 대한 단순한 설명을 제안했는데, 이는 우드워드-호프만 규칙으로 알려지게 된 이러한 아이디어의 추가 발전을 위한 기초를 제공한 교란된 (HOMO) 분자 궤도의 대칭을 포함했다."
당시 35세였던 코리는 5월 4일 월요일 저녁까지 일하고 있었는데, 다른 의욕 넘치는 화학자들도 종종 그러했듯이 말이다. 밤 8시 30분경 그는 우드워드의 사무실에 들렀고, 우드워드는 일련의 원자들이 어떤 종류의 고리를 형성할지 예측하는 방법에 대해 질문을 했다. 토론 후 코리는 전자의 구성이 반응의 방향을 결정한다고 제안했다. 우드워드는 해결책이 통하지 않을 것이라고 주장했지만, 코리는 사무실에 그림을 남기고 자신이 무언가를 알아냈다고 확신했다.
"이것이 정말 흥미로운 발전이 될 것이라고 느꼈고, 어떤 종류의 공동 사업을 기대하고 있었다."라고 그는 썼다. 하지만 다음 날 우드워드는 점심을 먹으러 나가는 코리와 동료의 사무실로 날아와 코리의 아이디어를 자신의 것처럼 발표하고 떠났다. 코리는 깜짝 놀랐다.
2004년 Angewandte Chemie에 발표된 반론에서, 로알드 호프만은 이 주장을 부인했다. 그는 1966년 강연에서 우드워드의 말을 인용했다. "나는 매우 분명히 기억하며—그것은 여전히 다소 놀랍다—핵심적인 깨달음의 섬광이 그림이나 기하학적 형태가 아닌 대수적 형태로 나에게 왔다는 것이다. 파란색으로, 부타디엔의 최고 점유 분자 궤도를 나타내는 수학적 표현의 말단 항의 계수가 반대 부호인 반면, 헥사트리엔에 해당하는 표현의 계수는 같은 부호라는 생각이 떠올랐다. 여기서 다이엔의 내부 고리화에서 한 말단 원자의 위쪽 면이 다른 쪽의 아래쪽 면을 공격해야 하고, 트리엔의 경우 새로운 결합 형성이 두 말단 원자의 위쪽 (또는 pari passu, 아래쪽) 면을 포함해야 한다는 기하학적이고 더 명백히 화학적으로 관련된 관점으로 나아가는 것은 짧은 단계일 뿐이었다."
또한 호프만은 1963년과 1965년에 발표된 두 편의 논문에서 코리가 디하이드로코스튜놀라이드 화합물의 전합성을 기술했다는 점을 지적한다. 그들은 전자고리 반응을 기술하지만, 코리는 합성의 입체특이성을 설명하는 것과 관련하여 제공할 것이 없다.
6 = 4×1 + 2 전자를 포함하는 이 광화학 반응은 이제 동일방향 회전으로 인식된다.

## 같이 보기
- 우드워드 규칙 UV 흡수 계산용
- 토르크 선택성